# Graviditet i konsten

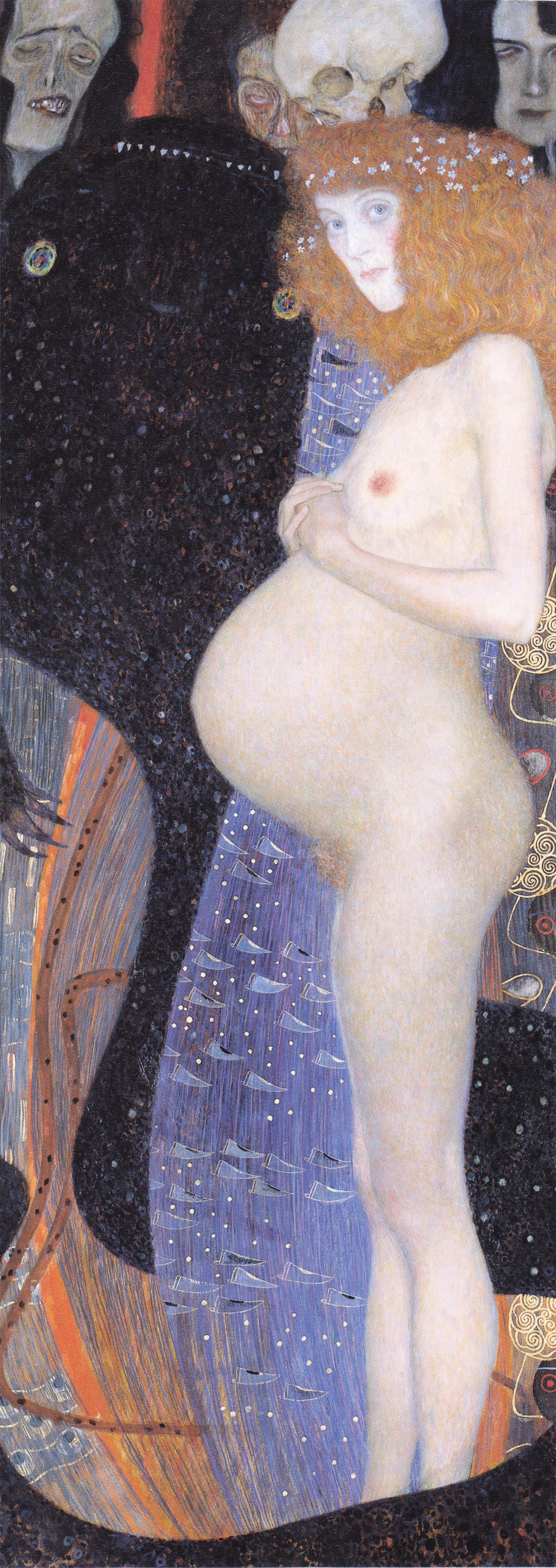
Gustav Klimt, 1903, Hopp I.

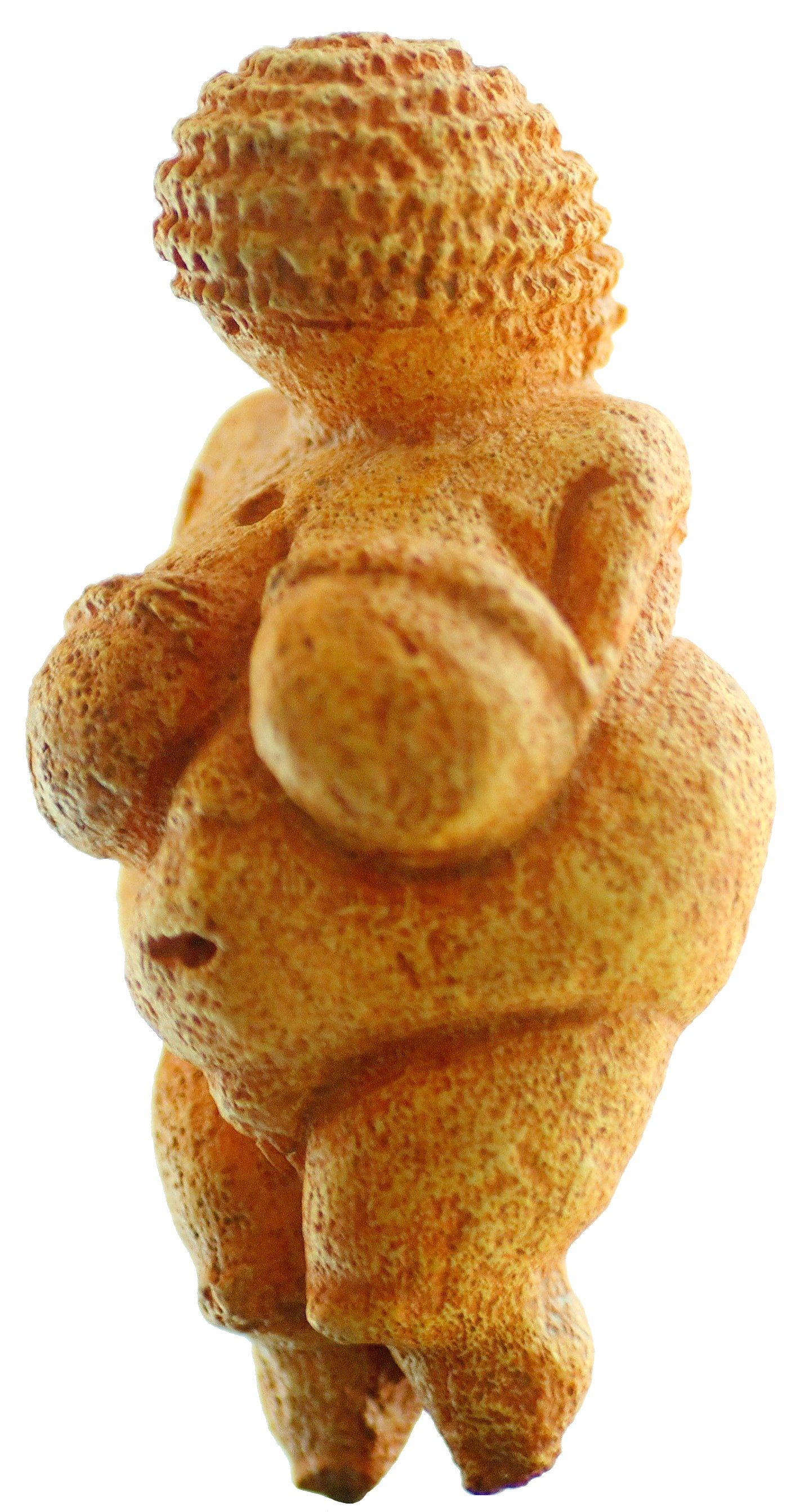
Venus från Willendorf, cirka 25 000 f.Kr. Österrike.

Graviditet i konsten avbildas på en mängd olika sätt och har förekommit genom hela konsthistorien. Historiskt var merparten gifta kvinnor i något skede av en graviditet under stora delar av sitt liv fram till menopausen, men trots detta är motivet inte vanligt, utöver vissa specifika motivkretsar. Inom västerländsk berättartradition och därmed även inom det klassiska måleriet, är det främst två berättelser som avhandlar graviditet. Det ena är en mytologisk scen som vanligtvis kallas Diana och Kallisto, och som visar ögonblicket då Kallistos förbjudna graviditet uppenbaras. Den andra är från bibeln och avhandlar jungfru Marias graviditet, och främst då den så kallade Jungfru Marie besökelse. Under en period i slutet av 1500-talet och början av 1600-talet blev det populärt med så kallade "graviditetsporträtt" hos den europeiska överklassen men detta var ett undantag i konsthistorien där graviditet under lång tid istället ofta var något som ej avbildades eller doldes. I och med modernismen under 1900-talet och en feministisk diskurs från senare delen av 1900-talet har motivet blivit vanligare. Bland annat har det blivit populärt med ett visst form av fotografiska porträtt av gravida kända kvinnor som ofta anspelar på ett äldre måleri.
Utöver den uppenbart runda magen används vissa visuella markörer för att i bildkonst indikera en graviditet, exempelvis att kvinnan placerat sin ena, eller båda, öppna händer på magen i en skyddande gest. I äldre konst förekommer utöver detta en mängd andra symboliska markörer och även att man ser det ofödda fostret i livmodern, så kallad In utero.
Utöver att vara ett motiv inom konsten har det även skapats bilder för den gravida kvinnan, eller för kvinnor och par som vill bli gravida. Både heliga bilder som fungerade som helgonbilder eller ansågs bära på andra magiska egenskaper som exempelvis bilder av jungfru Maria, så kallade Madonna del Parto. Det förekommer även en lång tradition av medicinska illustrationer av graviditet för medicinsk personal som barnmorskor och förlossningsläkare, men även en typ av undervisande illustrationer för privatpersoner, där ett sentida exempel är Lennart Nilssons fotobok Ett barn blir till från 1965.

## Förhistorisk tid
Avbildningar av vad som tolkas som gravida kvinnor, speciellt små figuriner, har återfunnits inom förhistorisk konst på många plaster och från olika perioder, men det är sällan något av de mer vanliga motiven. De omfattar keramikfigurer från förcolumbianska kulturer, och enstaka figurer från flera av de förhistoriska kulturerna kring Medelhavet. Flera av dessa tolkas som fertilitetssymboler, men att utröna om de verkligen avbildar en gravid kvinna och vilken roll dessa avbildningar spelade inom kulturen är svårt att avgöra.
Några av de äldst kända avbildningarna av gravida kvinnor är förhistoriska figuriner som återfunnits i Eurasien, och som brukar få samlingsbeteckningen venusfiguriner. Den mest kända är Venus från Willendorf, en kalkstensfigurin från juraperioden av en kvinna med stora bröst och höfter. På venusfigurer förstärks ofta buk, höfter, bröst, lår och vulva men hur gravid figurer verkar se ut varierar kraftigt, och flertalet verkar inte alls vara gravida. En studie gjord på ungefär 140 venusfigurer visade att bara 17 % av dem föreställde en gravid kvinna, och att 39 % kunde förställa en gravid kvinna.

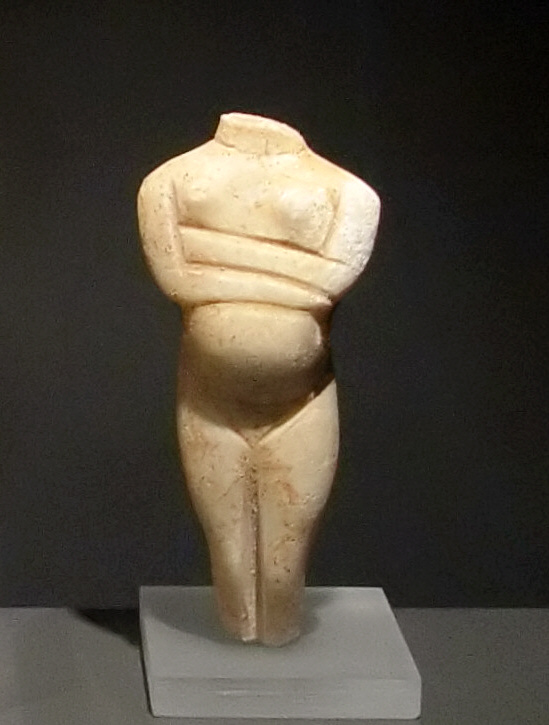
Kykladisk figurin, tidig bronsålder.
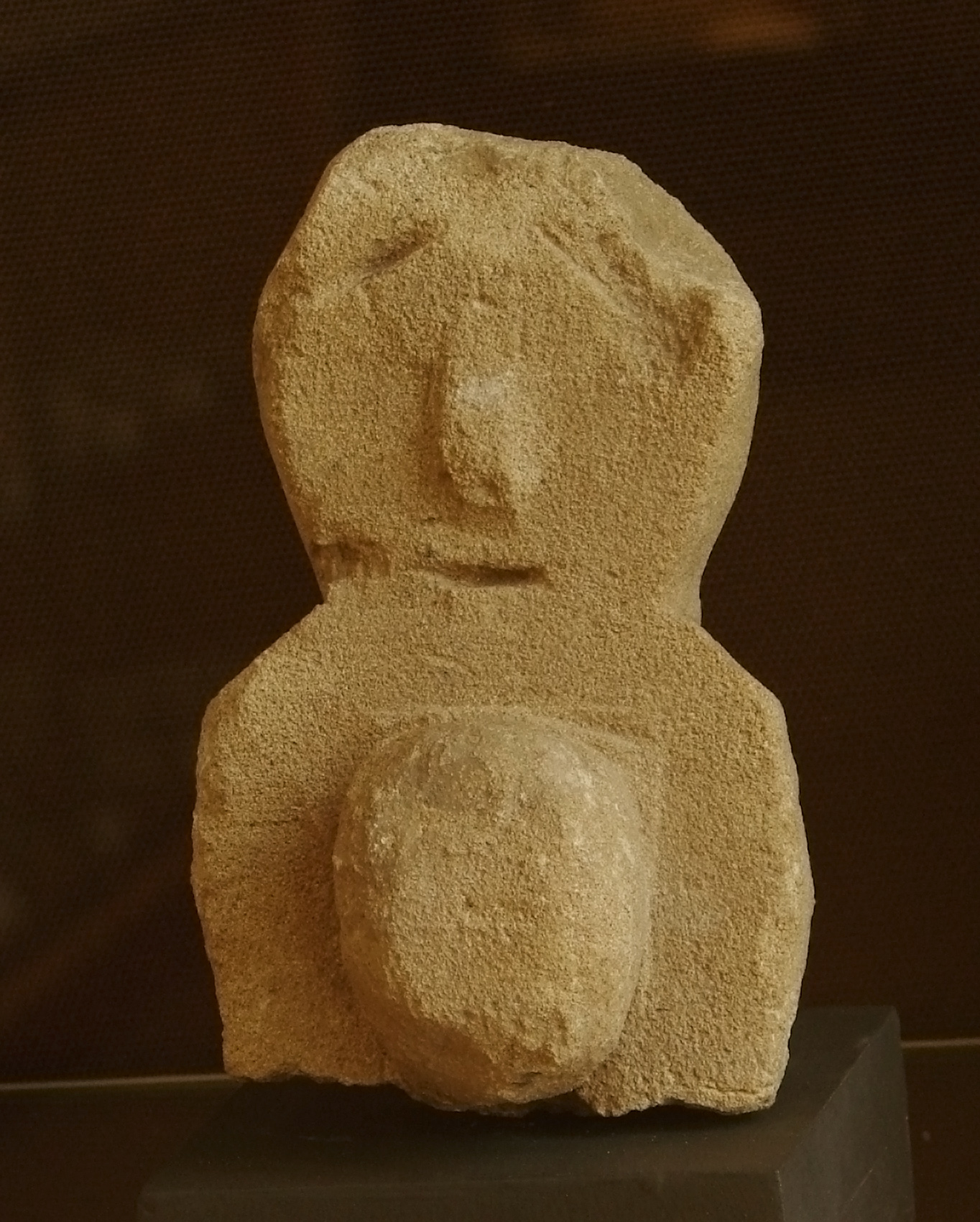
Galloromersk votivfigur, första århundradet)
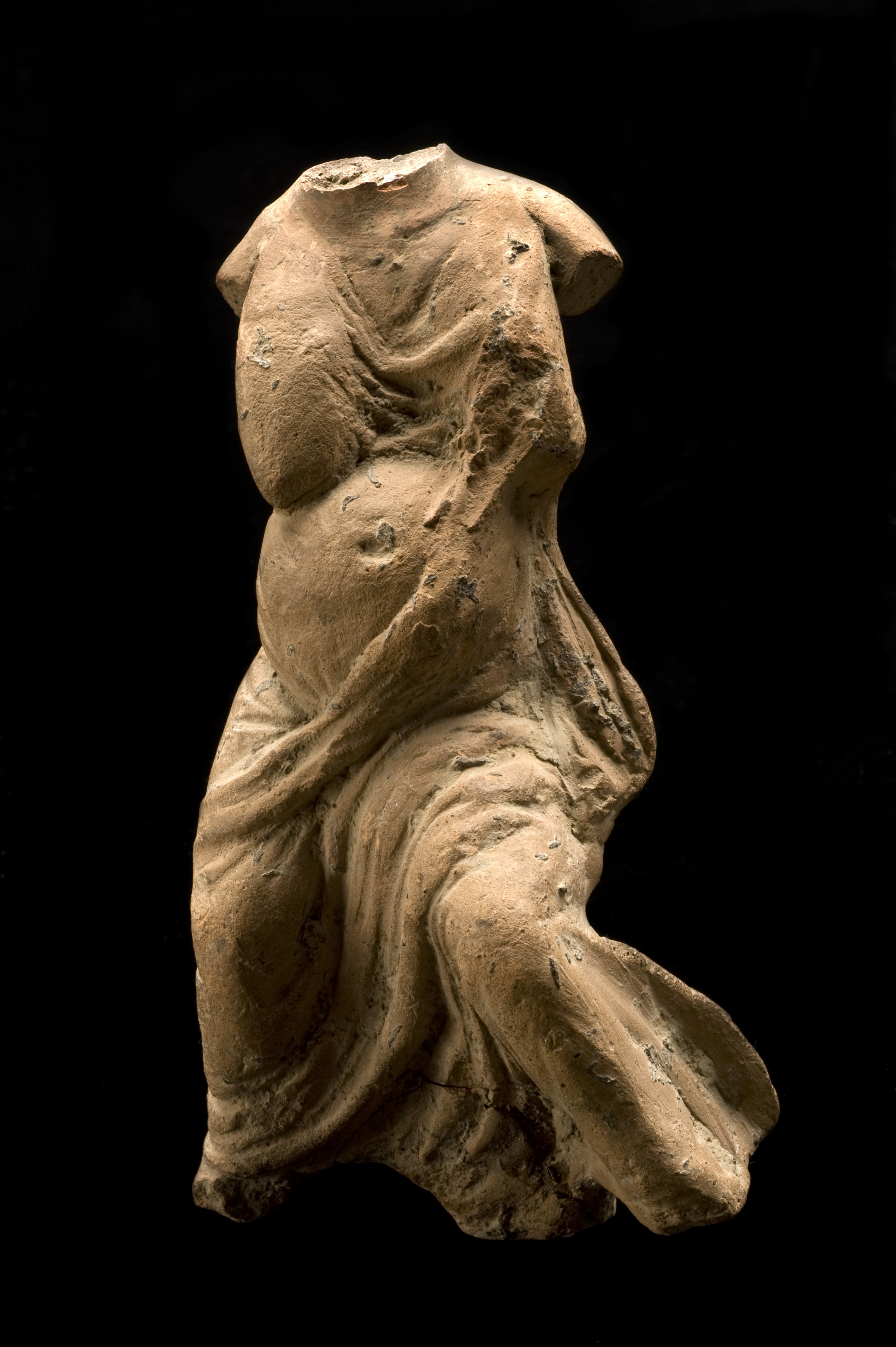
Skadad romersk votivfigur, oklar datering
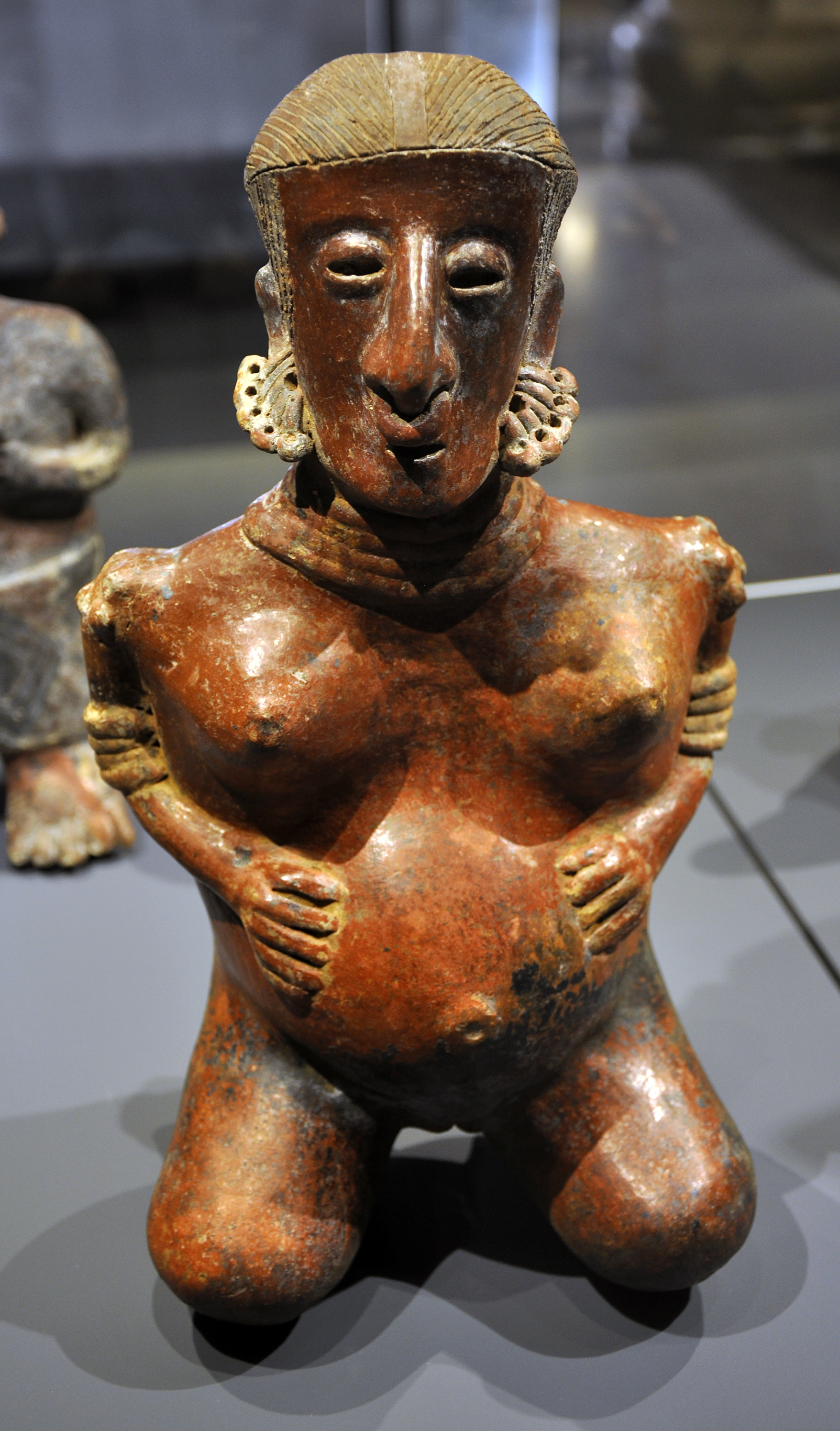
Keramikfigur från förcolumbianska Mexiko.

## Västerländsk konst

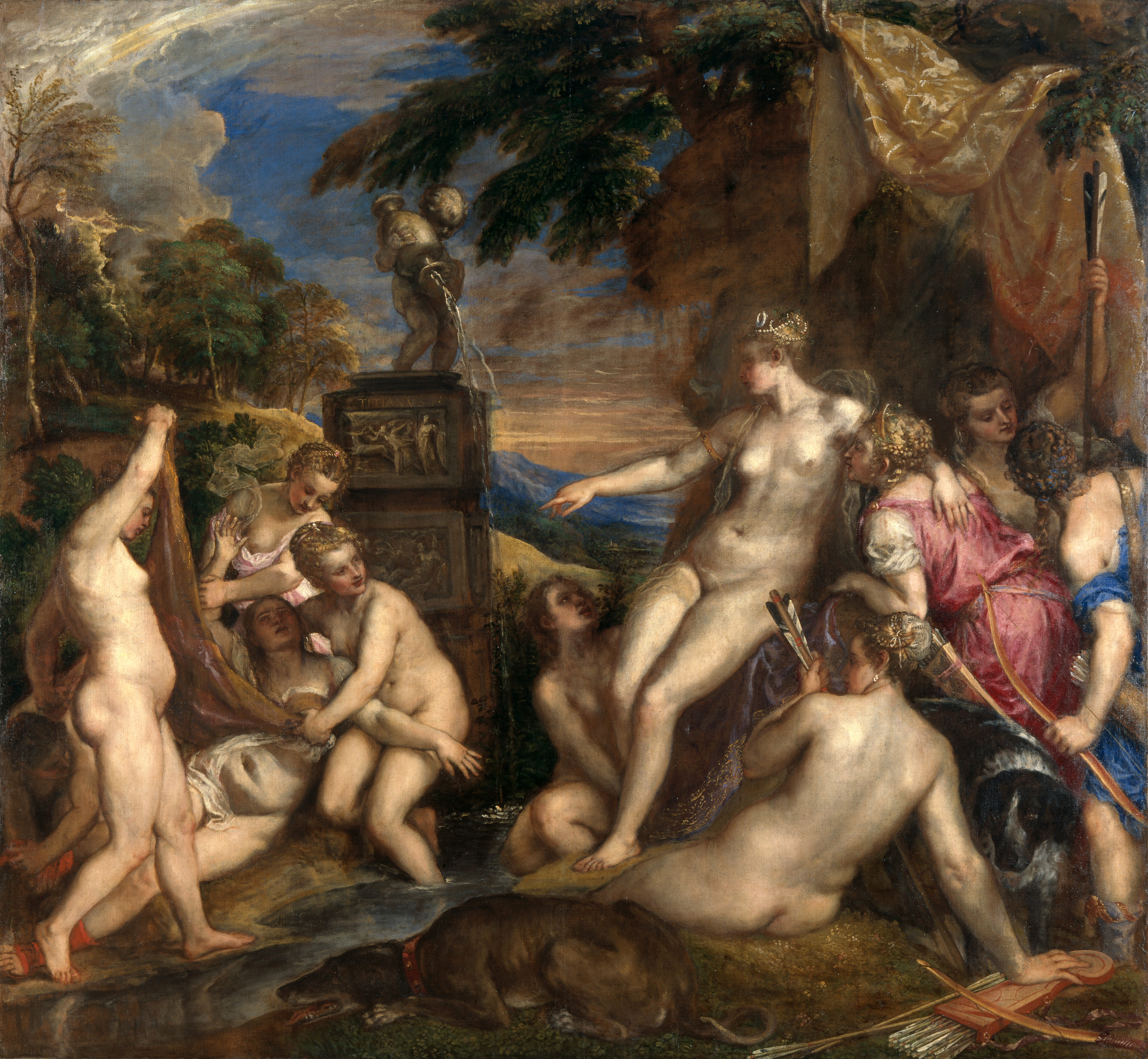
Tizians Diana och Callisto från 1559 som föreställer tillfället då Kallistos graviditet upptäckts.

I Antikens Europa undveks avbildningar av graviditeter i hög grad, utöver en viss typ av votivfigurer, men från och med Medeltiden dyker motivet upp, främst utifrån två berättelser.

### Kallisto
Inom grekisk mytologi blev Kallisto i hemlighet gravid tillsammans med Zeus (eller Jupiter inom romersk mytologi). Detta upptäcktes av hennes älskarinna Artemis (Diana) när Kallisto badade och Artemis lät skicka iväg henne, varvid Jupiters fru Juno förvandlade henne till en björn. De få avbildningarna av denna berättelse inom antik konst föreställer transformationen, men senare blir det avslöjandet som kommer att bli huvudmotiv, främst från och med renässansen, utifrån den romerska poeten Ovidius berättelse om händelsen.
Den återkommande kompositionen förekom först i Tizians Diana y Calisto från 1559, där Kallistos mage är blottad samtidigt som Artemis/Diana pekar anklagande på henne. Även om upptäckten i Ovidius Metamorfoser II skedde när hon var i nionde månaden brukar målningarna vanligtvis avbilda henne med en ganska modest kula på magen.

### Jungfru Maria
Efter Antiken var verk föreställande jungfru Maria den vanligaste avbildningen av en gravid kvinna inom västerländsk konst och fortsatte vara det fram till modern tid. Tillfället då Maria blir gravid med Jesus, den så kallade bebådelsen är en av de vanligaste motiven inom traditionell kristen konst, men även bilder av henne under andra delar av graviditeten är vanliga. Till skillnad från många andra avbildningar av graviditeter finns det inte i dessa bilder någon tvekan om att hon är gravid även om det visuellt inte alltid är så tydligt.

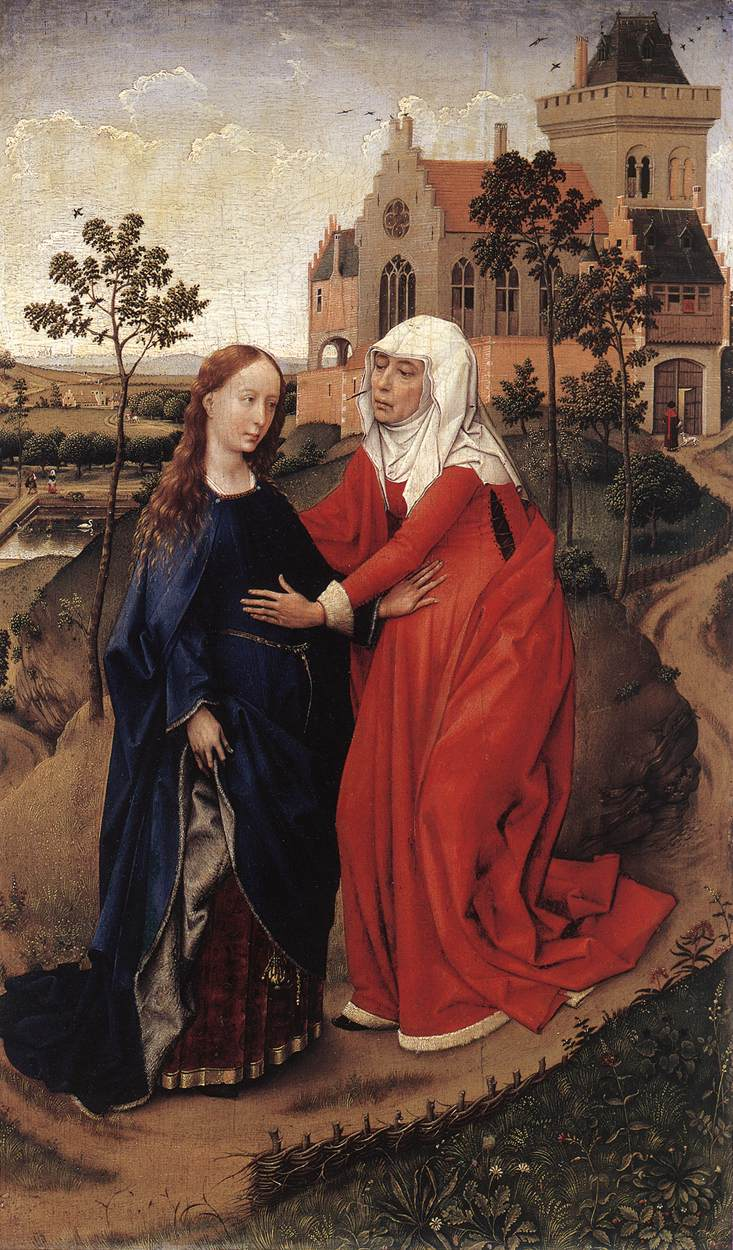
Jungfru Marie besökelse av Rogier van der Weyden från 1430-talet (i dagens Leipzig).

Jungfru Marie besökelse, då de två gravida kvinnorna Maria och Elisabet, så som det omskrivs i Lukasevangeliet, var ett vanligt motiv men deras gravida magar är mer sällan synliga, åtminstone fram till tidigt nederländskt måleri under 1400-talet. De draperade kläderna som förekommer inom kristen ikonografi, och som också var vanliga under medeltiden, gör det svårt att avgöra. Från och med senmedeltida målningar kan graviditet indikeras genom att det syns vertikala öppningar i klädedräkten. Kvinnokläderna under denna tid hade nämligen öppningar som vanligtvis stängdes med band men som man under graviditeten kunde låta vara öppna. Dessa springor kan antingen sitta på sidan eller mitt på klädedräkten. Dock blev det ett mode runt 1450 att med kontrasterande kläder under bära sådana springor, varför även uppenbart ickegravida kvinnor kan ses med dem i målningar efter det. Ett antal tidiga nederländska målningar avbildar Maria Magdalena med samma glipor i kläderna som jungfru Maria, även om Maria Magdalena inte ska föreställa gravid. Vad detta ska symbolisera är omdiskuterat.
I vissa målningar förekommer det att en hand läggs på den andres mage, som i Rogier van der Weydens målning från 1430-talet. Några verk, mestadels bysantinska eller tyska senmedeltida, visar deras ofödda barn i livmodern, som i en sentida sprängskiss, så kallade In Utero. I tyska målningar är fostren nakna (men vanligtvis med glorior) och Johannes döparen böjer eller står på knä inför Jesus, som höjer sin hand i välsignelse. Det bör poängteras att under alla perioder saknar flertalet avbildningar tydliga visuella markörer på att någon av kvinnorna var gravida men historien var så välkänd att alla förstod det ändå. En annan återkommande symbol i många bilder av den gravida Maria är att hon spinner med en slända och det finns inte sällan en spinnrock med i bilden.
Ett annat motiv visar den gravida Maria tillsammans med Josef från Nasaret eller någon annan närstående, vilket även omfattar bilder av resan till Betlehem. De senare var vanligt förekommande i bysantinska årscykler, men mer ovanliga inom västkyrkan. Det finns även ett antal målningar, främst skapade norr om Alperna efter år 1500, föreställande Josef och Maria som söker skydd eller blir avvisade från värdshuset i Betlehem, där Maria är tydligt gravid.
Motivet med den tvivlande Josef är sällsynt i konsten men förekommer, där Marias graviditet synliggörs genom springa i klädedräkten eller med bilden av den ofödda Jesus i Marias mage. I denna scen, som bygger på Matteus 1:18–25 och apokryfiska texter tvivlar Josef på sin gravida fru som samtidigt påstås vara oskuld, men blir försäkrad av en ängel som kommer till honom i en dröm. Ett annat motiv är den ensamma Maria, vilket främst förekommer som skulptur, och kallas för Maria gravida – se exempel nedan.

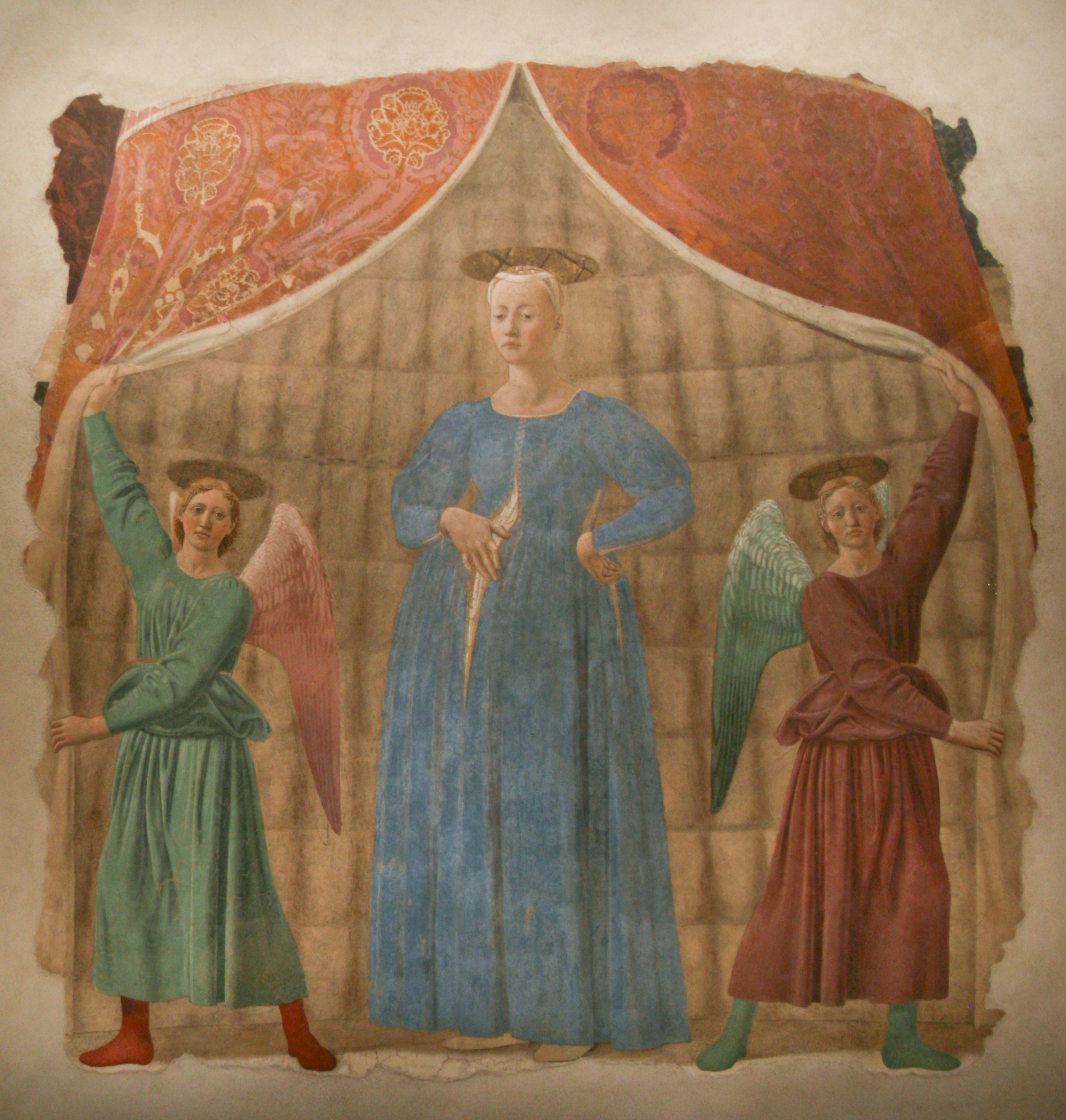
Madonna del Parto av Piero della Francesca, cirka 1460, med tydliga glipor i sin klädnad.

Madonna del Parto är en italiensk term för kompositioner av den gravida jungfru Maria, som mer än andra förknippas med graviditet och födsel. Denna typ av bilder är mindre vanliga. Den mest välkända är en fresk av Piero della Francesca, där den höggravida Maria har mycket tydliga glipor i klädedräkten, både framtill och på sidan. Denna typ av bilder blev dock omoderna under renässansen och målningen av della Fracesca är den senaste man känner till som skapade i Toscana. Denna typ av bilder uppskattades och tillbads av gravida kvinnor och av kvinnor som önskade att bli gravida. Drottning Claude av Frankrike, som fick sju barn innan hon dog vid 24 års ålder, hade en målning av Jungfru Marie besökelse av Sebastiano del Piombo (som idag finns på Louvren) på sin kammaren.
På några av dessa Madonna del Parto förekommer också sprängskissbilder av den ofödda Jesus och på många av dem har Maria samma skyddande handgest på magen, som nämns ovan. Denna gest förekommer sedan även i porträtt av gravida kvinnor när dessa börjar dyka upp. Efter motreformation blir bilder av den ofödda Jesus sällsynta, och istället kan Maria avbildas med kristogrammet IHS på magen.
Inom östliga Ortodoxa kyrkoikoner fortsätter In Utero-bilder av Jesus, som normalt är helt klädd, vara en del av traditionen, i vissa fall ända fram till idag. Det förekommer bland annat i en av de mest välkända ryska ikonerna, den så kallade Bebådelsen i Ustiug (Устюжское Благовещение) från 1100-talet som finns i Tretjakovgalleriet i Moskva. I denna ikon syns den födelsestora Jesus avbildad inuti bröstet på Maria, vilket det även gör på ikonerna av Maria av typen som kallas Pomosjtj s rodami (Помощь с родами) vilket på ryska ungefär betyder "hjälp vid förlossning".

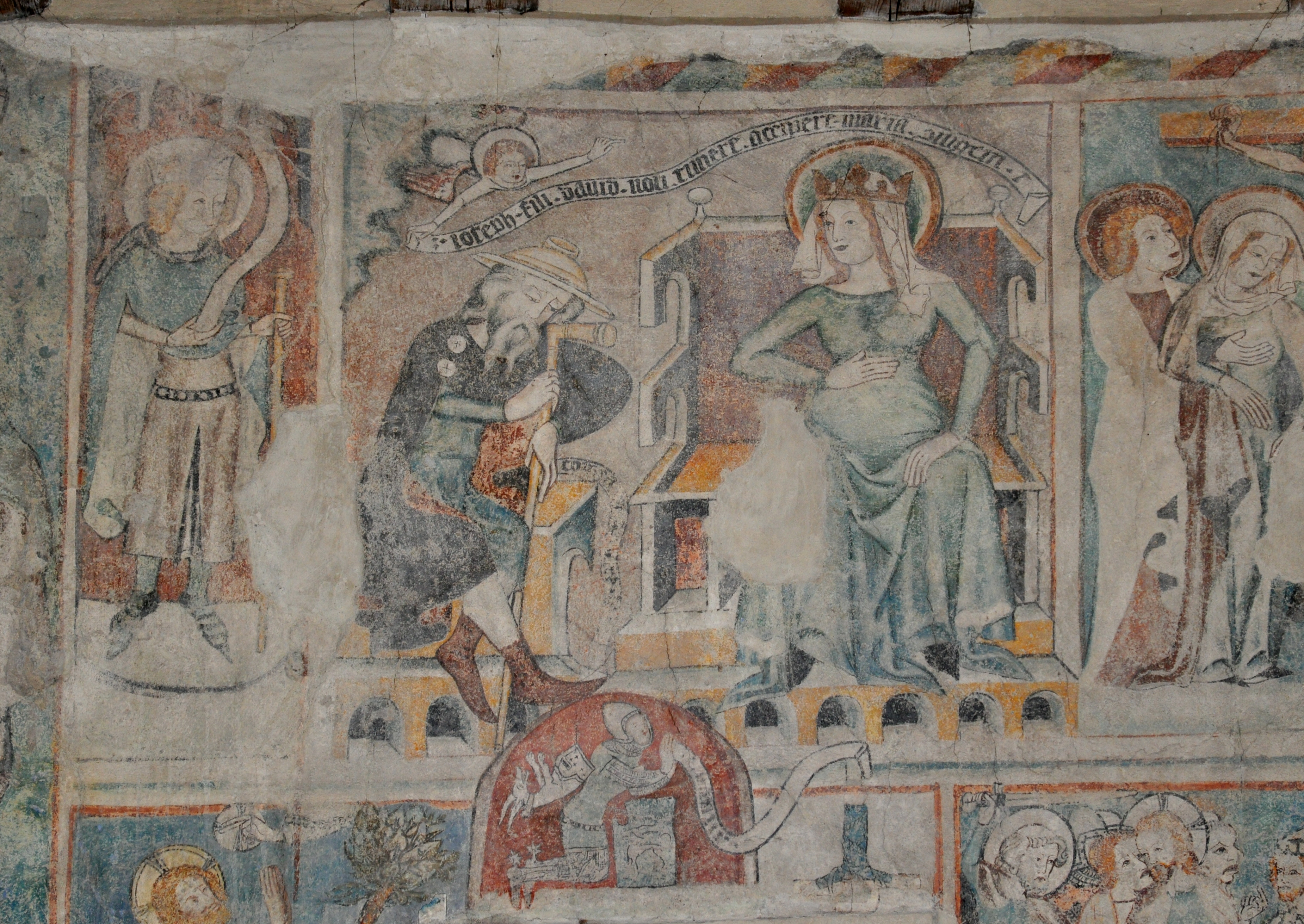
Fresken Den tvivlande Josef från 1360. En ängel framträder för den sovande Josef vid sidan av den tronande Maria.
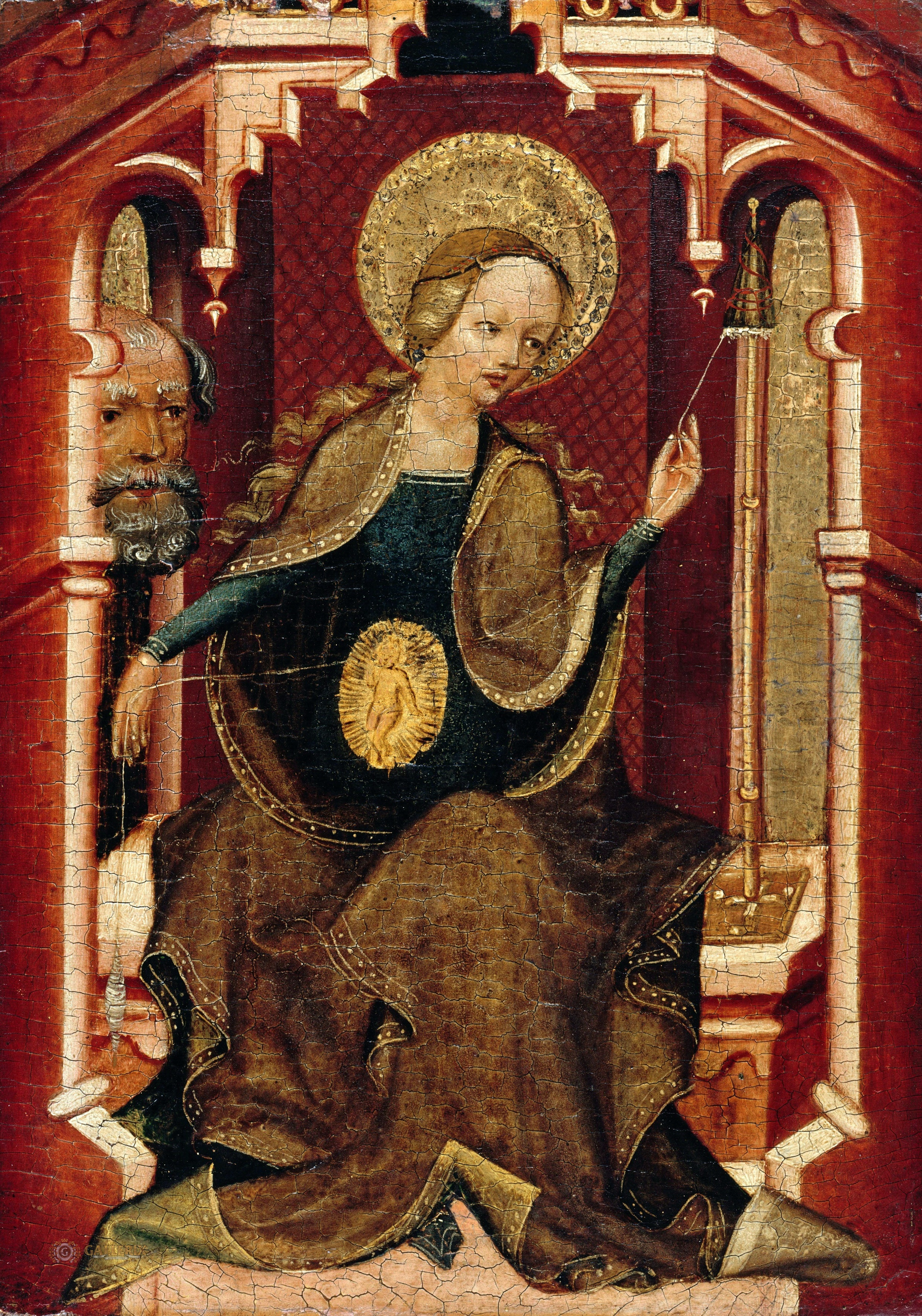
Tysk tvivlande Josef, cirka 1400, med Maria som spinner och en In Utero Jesus.
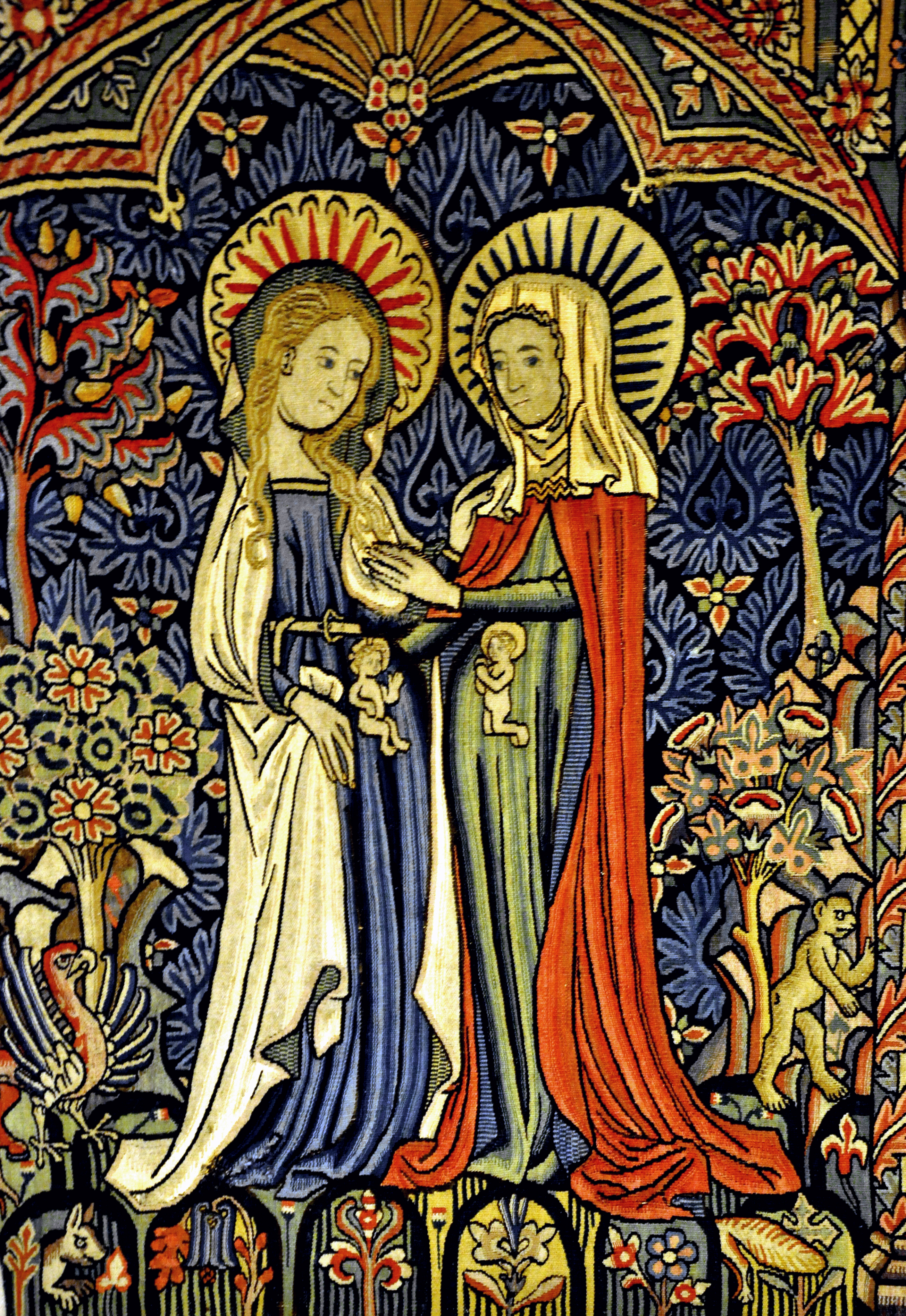
Gobeläng föreställande Jungfru Marie besökelse, där båda barnen ses In Utero, cirka 1410. Johannes döparen knäböjer inför Jesus, som välsignar honom.
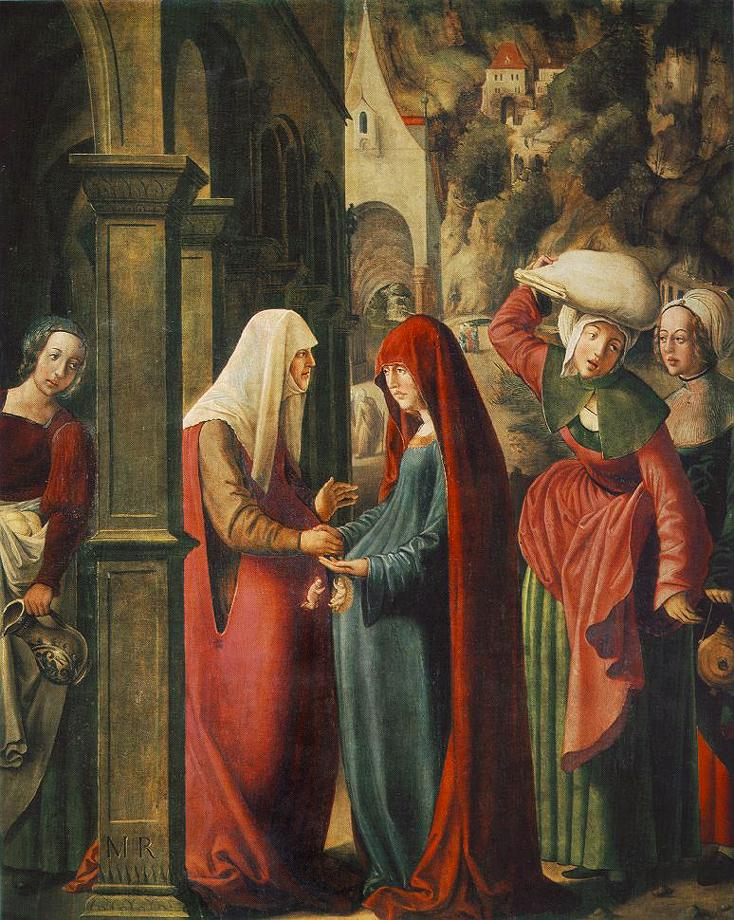
Tidig 1500-tals österrikisk Jungfru Marie besökelse där kvinnornas graviditet är ovanligt tydliga, även utan In Utero-bilder.
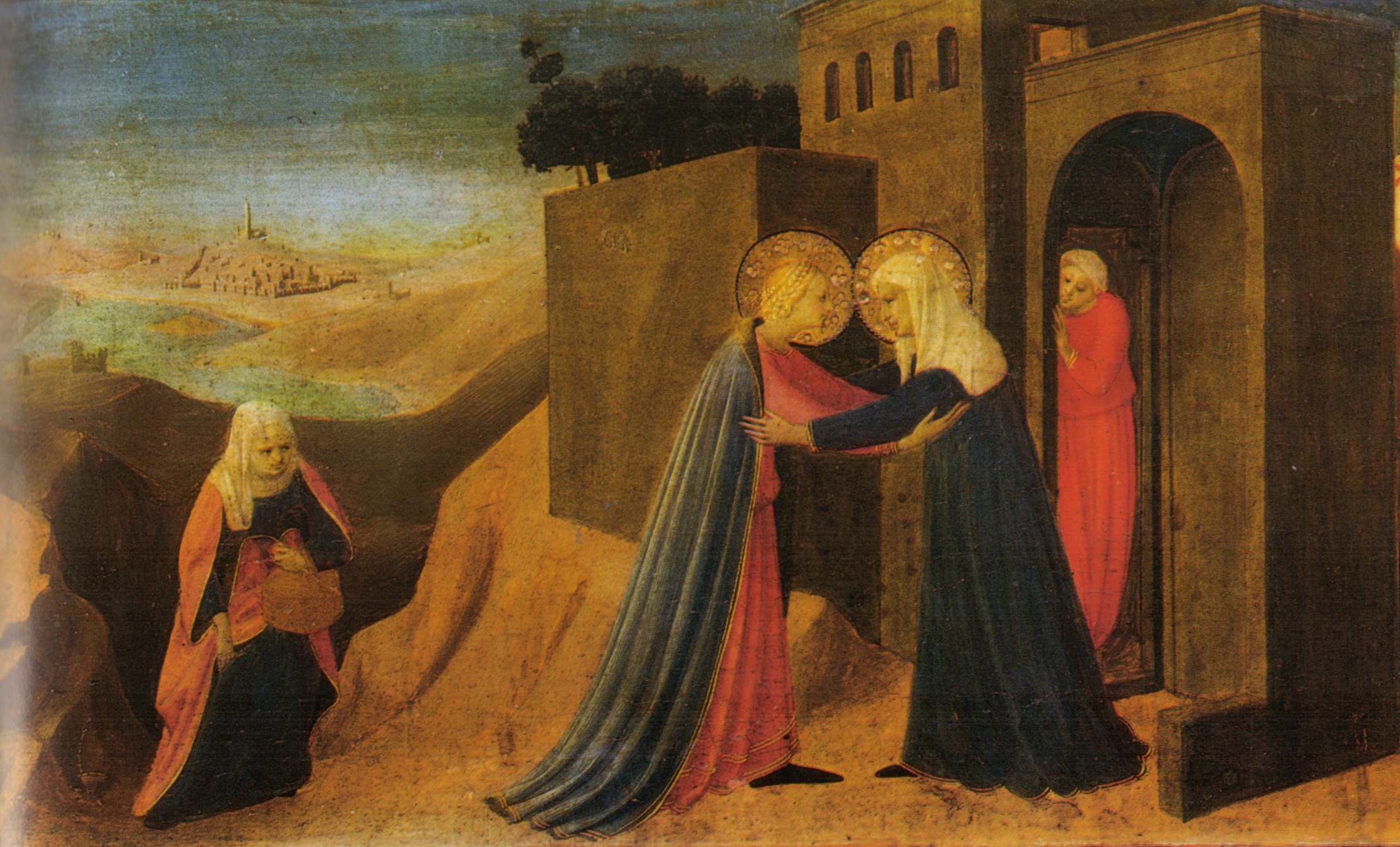
En mer typisk Jungfru Marie besökelse av Fra Angelico som saknar visuella markörer på graviditet.
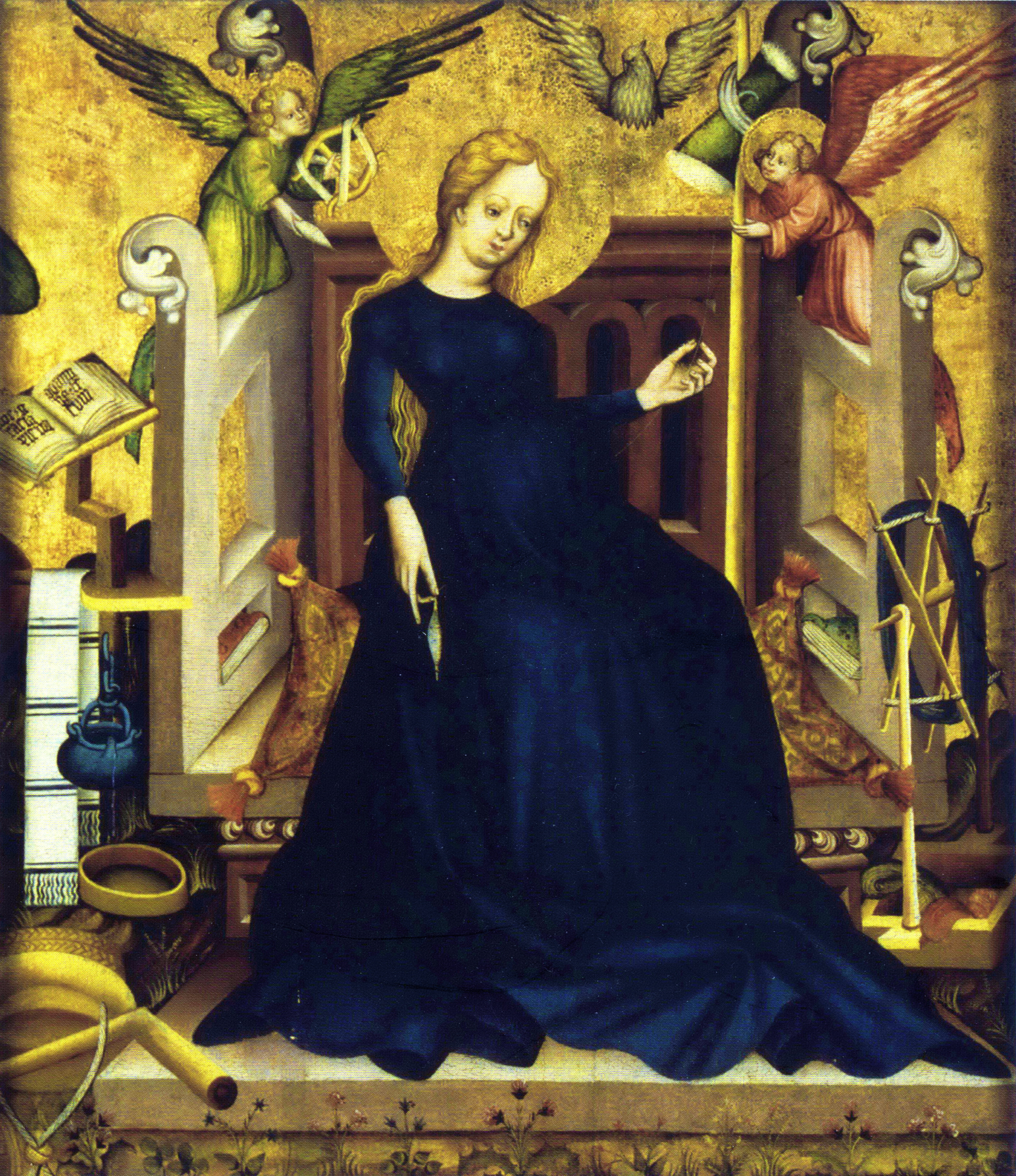
Maria gravida, ungersk målning från cirka 1410, där Maria ses med slända och spinnrock.
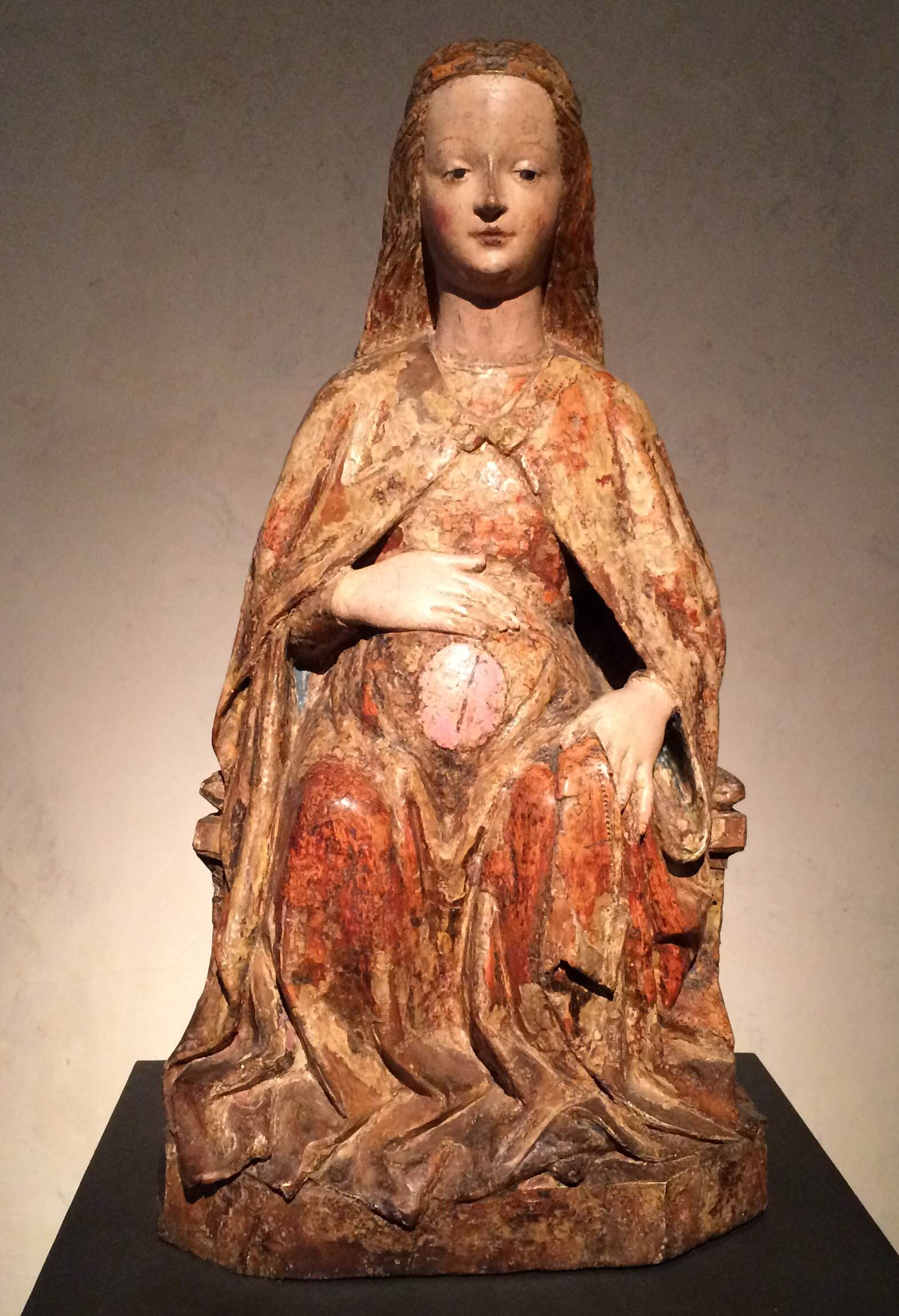
Internationell gotisk skulptur Maria Gravida, ursprungligen eventuellt med In Utero Jesus.
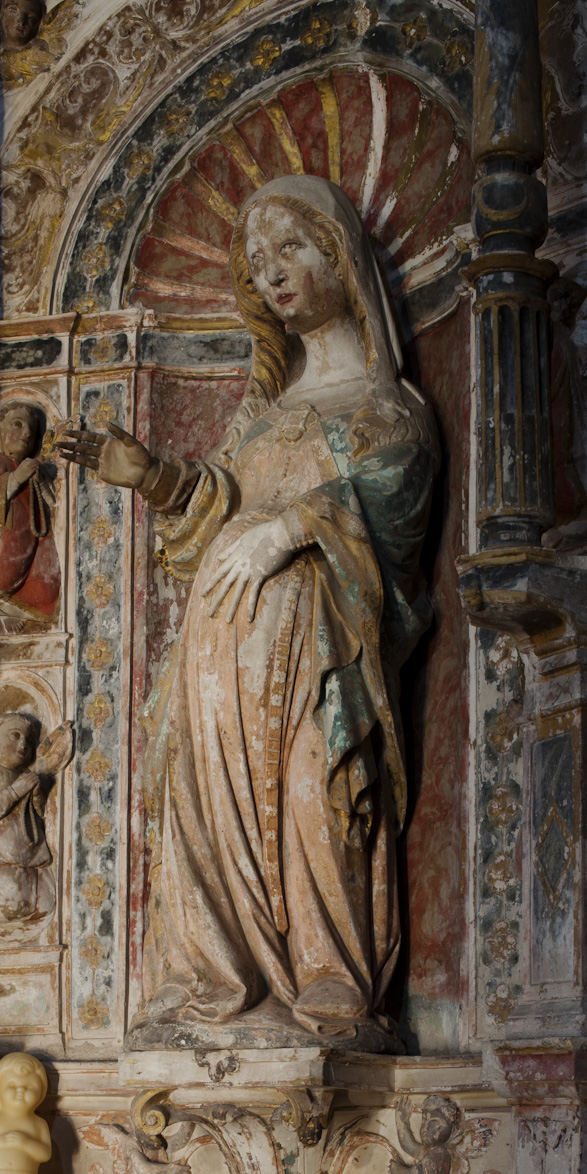
En av flera portugisiska Maria Gravida-skulpturer, med den skyddande handgesten på magen.
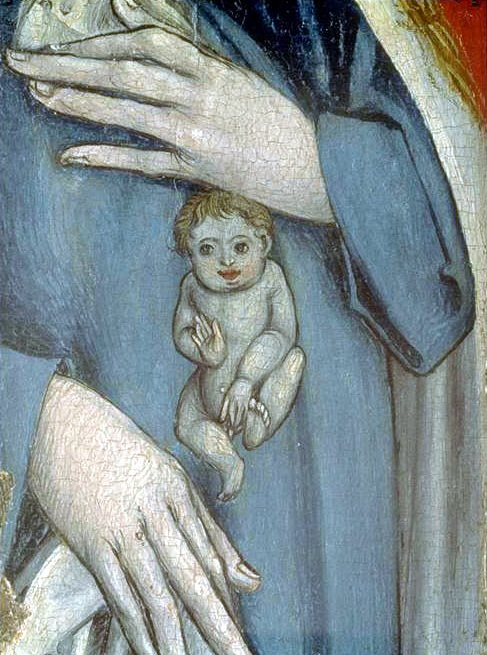
In Utero från ett Schweizisk altare från 1505.
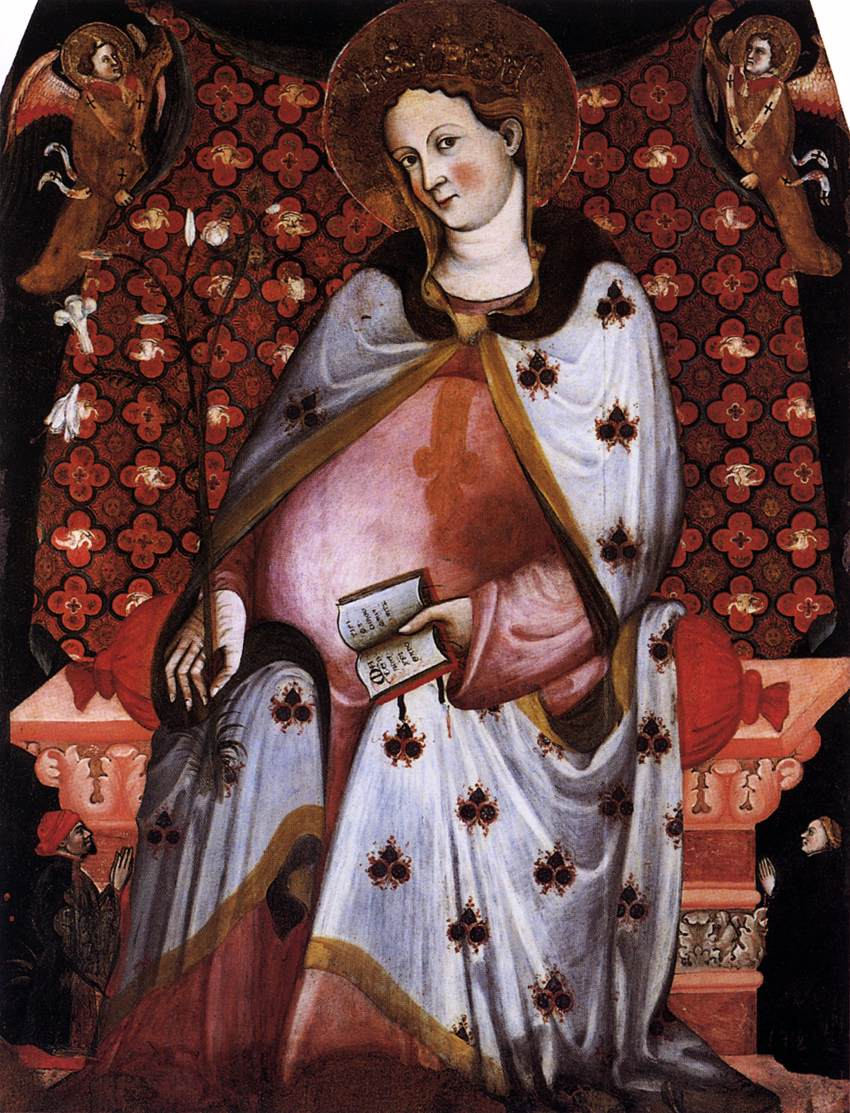
Ovanligt stor Madonna del Parto, 1400-talets Italien.
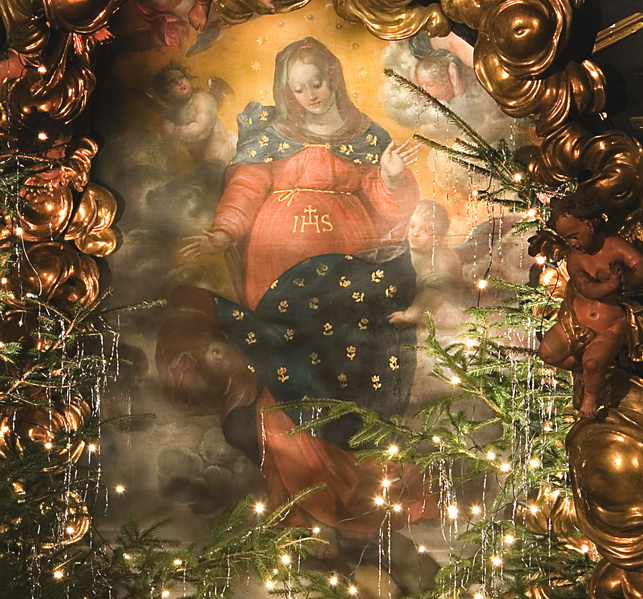
Barock Maria gravida med kristogrammet "IHS" på magen.
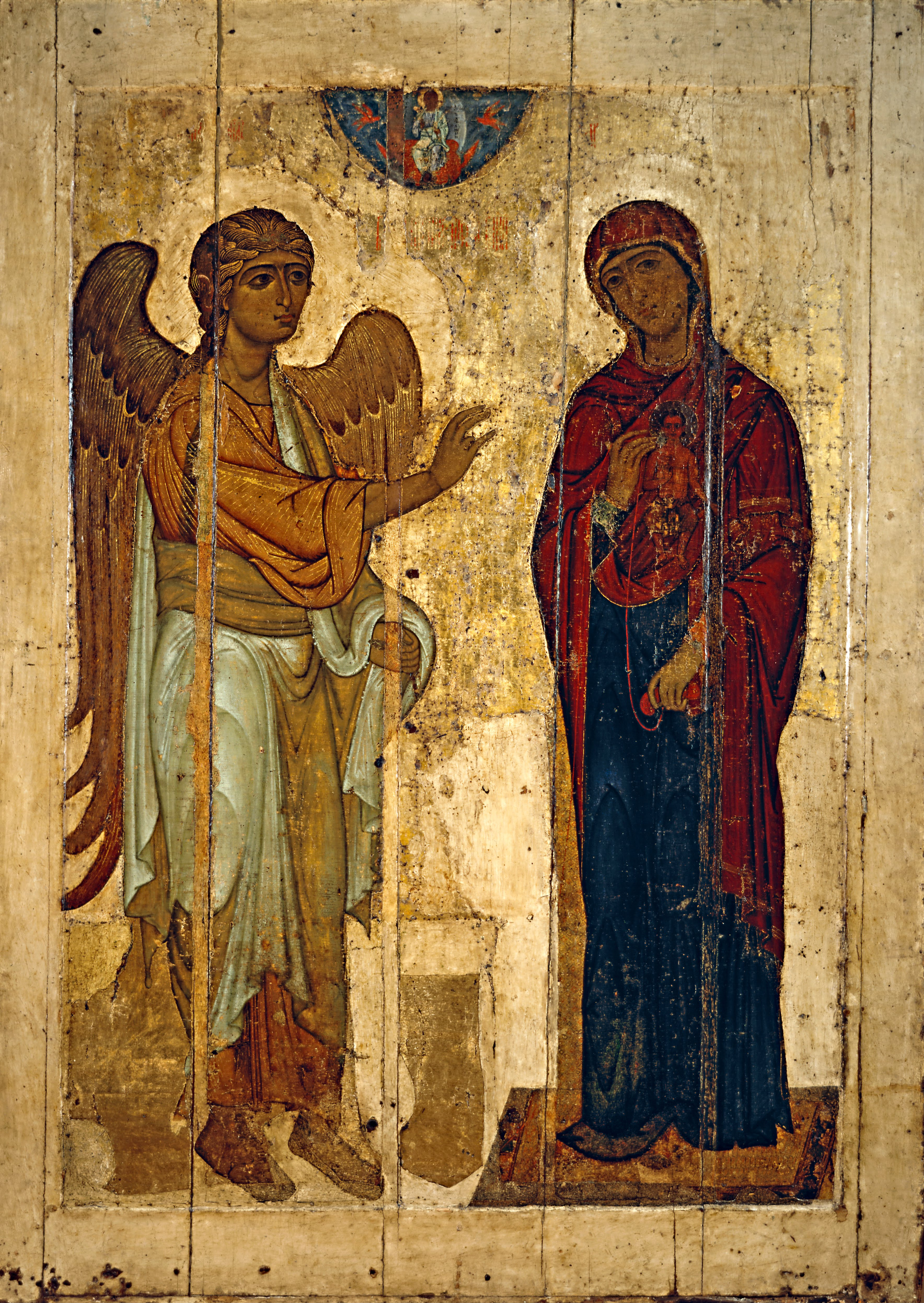
Bebådelsen i Ustiug (Устюжское Благовещение) från 1100-talet i Tretjakovgalleriet i Moskva.

### Porträtt

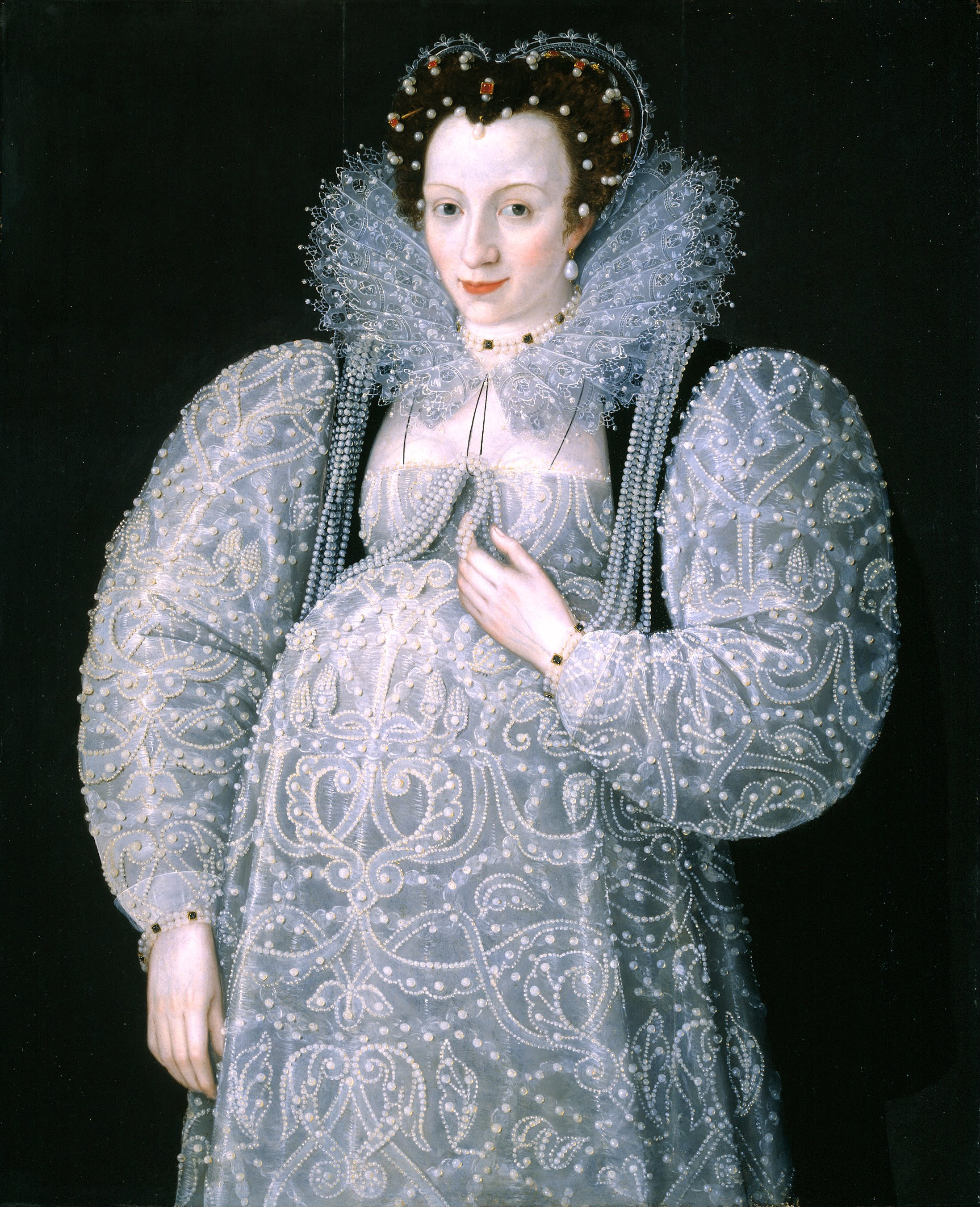
Engelskt "gravidporträtt" av en okänd kvinna, tillskrivet Marcus Gheeraerts den yngre, cirka 1595.

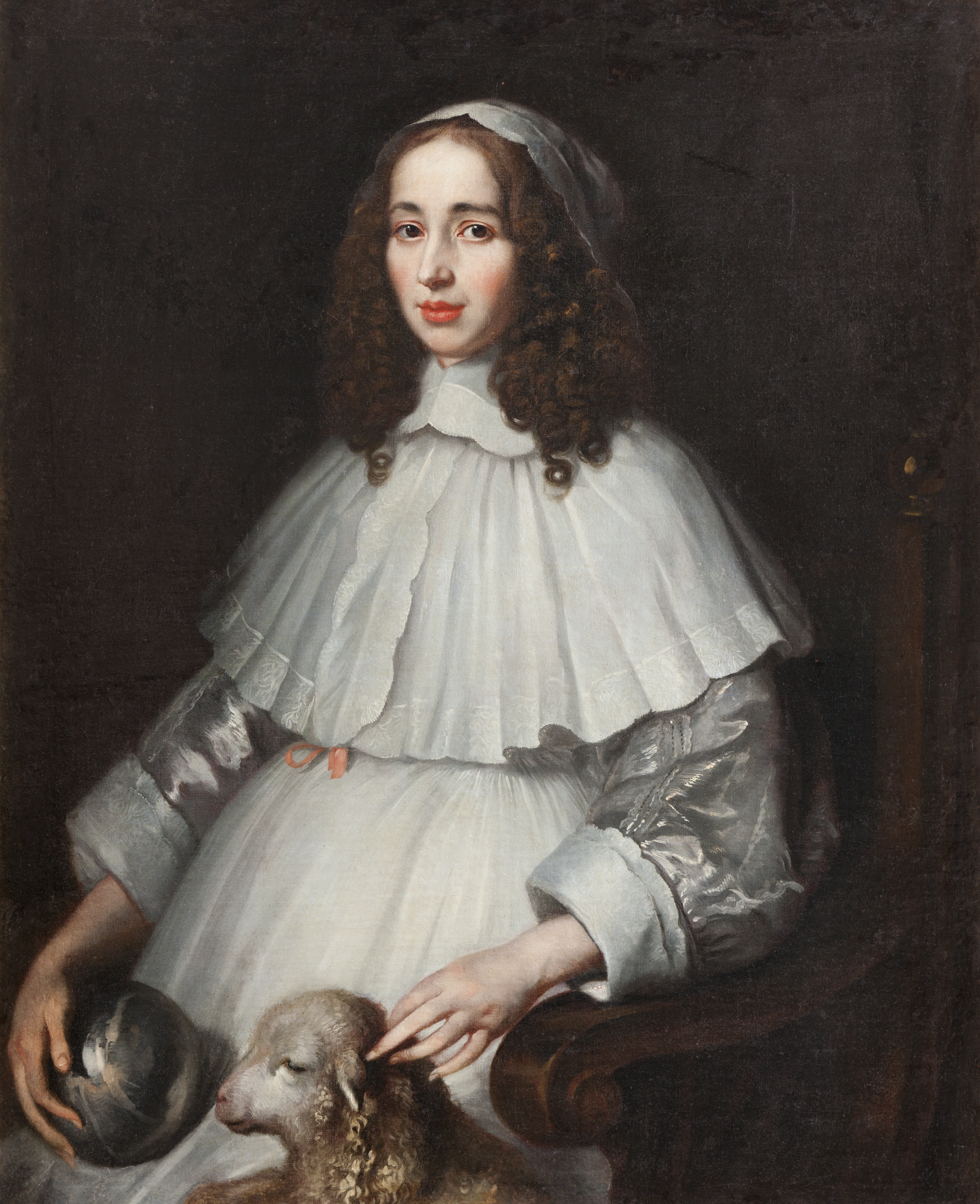
Gravid Anna Margareta von Haugwitz målad av Matthäus Merian, beställd av Carl Gustaf Wrangel, cirka 1650.

Under senmedeltiden började det förekomma porträttmålningar av gravida kvinnor, men då modet vid den här tiden föreskrev att klänningen skulle samlas ihop framtill, vilket skapar en kula av tyg på magen, så är det ofta svårt att med säkerhet fastställa om kvinnan verkligen är gravid. Makarnas Arnolfinis trolovning av Jan van Eyck från 1434 kan vara ett exempel på ett porträtt av en gravid kvinna, men samtida konsthistorisk forskning indikerar att det inte är det då jungfruliga helgon avbildades på samma sätt vid den här tiden. Sankta Katarina av Alexandria, som dog martyrdöden som jungfru avbildas ofta iklädd periodens mode, och är skyddshelgon för barnafödsel, så det kan finnas en viss avsiktlig tvetydighet i bilderna av henne.
I vissa italienska renässansporträtt som tros föreställa gravida kvinnor bär de en gasvävsliknande underklänning som kallas guarnello. Detta plagg förknippades vid den här tiden med graviditet, eller tiden direkt efter förlossning. Forskare som 2006 studerade Leonardo Da Vincis Mona Lisa med infraröd scanner, har visat att Lisa del Giocondo bar en sådan underklänning när hon blev porträtterad, vilket indikerar att hon kan ha varit gravid eller precis fött barn då hon satt modell för porträttet. En annan målning där en guarnello förekommer är Botticellis Ritratto di Esmeralda Brandini ("Porträtt av en kvinna känd som Smeralda Brandini"), där kvinna även håller handen uppe på magen. Denna skyddande gest, känd från tidigare målningar av Jungfru Marie besökelse, förekommer även i vissa porträtt av Anthony van Dyck. Den gravida kvinnan av Rafael är ett annat exempel där en uppenbart gravid kvinna sitter med sin vänstra hand över sin mage, men den här typen av avbildningar fortsatte att vara ovanliga under renässansen.
Ett undantag är de porträtt av stående höggravida kvinnor som har kommit att kallas för "gravidporträtt". Dessa porträtt förekommer främst i England, med början under 1580-talet, och modet att låta sig avbildas på detta sätt kan ha sitt ursprung hos den engelska målaren Marcus Gheeraerts den yngre som hade flamländskt påbrå, och blev den främste målaren av dessa porträtt i England.
Det finns tidigare exempel från Europa och England men de förekommer främst i England från slutet av 1580-talet till ungefär 1630. Vid samma period som dessa engelska exempel lät drottning Margareta av Österrike skicka ut målade porträtt av sig själv som gravid till nära kvinnliga vänner och släktingar. Exemplet nedan, av hennes hovmålare Bartolomé González y Serrano, och som skickades till de österrikiska Habsburgarna, skiljer sig bara från hennes vanliga officiella porträtt genom att dottern har fått byta plats med hunden och att drottningens klänning putar ut framtill. Förmodligen behövde hon inte ens stå modell för målningen. Även hennes dotter, Frankrikes drottning Anna av Österrike lät porträttera sig när hon var i åttonde månaden med den blivande Ludvig XIV av Frankrike. Porträttet av deras kusin, kejsarinnan Maria Leopoldina av Österrike-Tyrolen, som dog endast 16 år gammal under förlossningen av sitt barn år, kan vara skapat efter hennes död utifrån hennes bröllopsporträtt. 
Senare porträtt av gravida kvinnor tenderar att vara av vänner eller familj till konstnären. Mycket få kvinnor, eller deras män, valde att beställa ett dyrbart porträtt (vilket ofta bara skedde en gång i livet) av kvinna som gravid. Det vanligaste tillfället då kvinnor lät sig avporträtteras var precis efter att de hade gift sig, då minst antyda till graviditet var otänkbart. Det finns väldokumenterade fall där det är känt att kvinnan på porträttet är långt gången i sin graviditet men där detta inte syns alls i målningen. Flera av Vermeers målningar påstås ofta föreställa gravida kvinnor, men forskare på området förnekar ofta detta. En forskare menar att hon inte känner till en enda målning av en gravid kvinna från hela den Nederländska guldåldern och en annan forskare säger samma sak om 1700-talets Brittiska Amerika. Till skillnad från 1500-talets mode så underlättade stilen som vuxit fram under 1620-talet att dölja en eventuell graviditet, inte minst i ett porträtt.

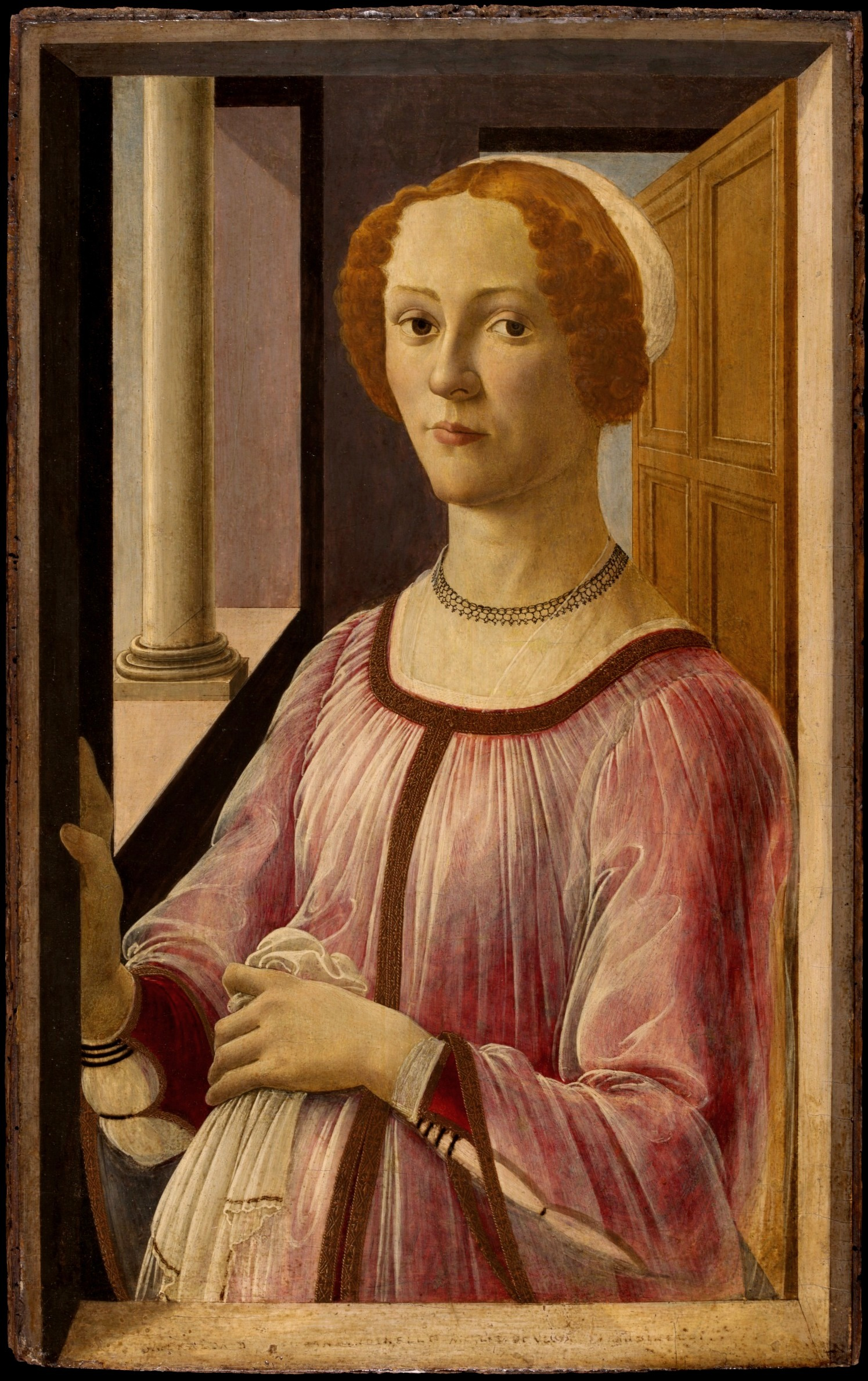
Botticellis Ritratto di Esmeralda Brandini', 1470-talet, med handen på magen och med guarnello.
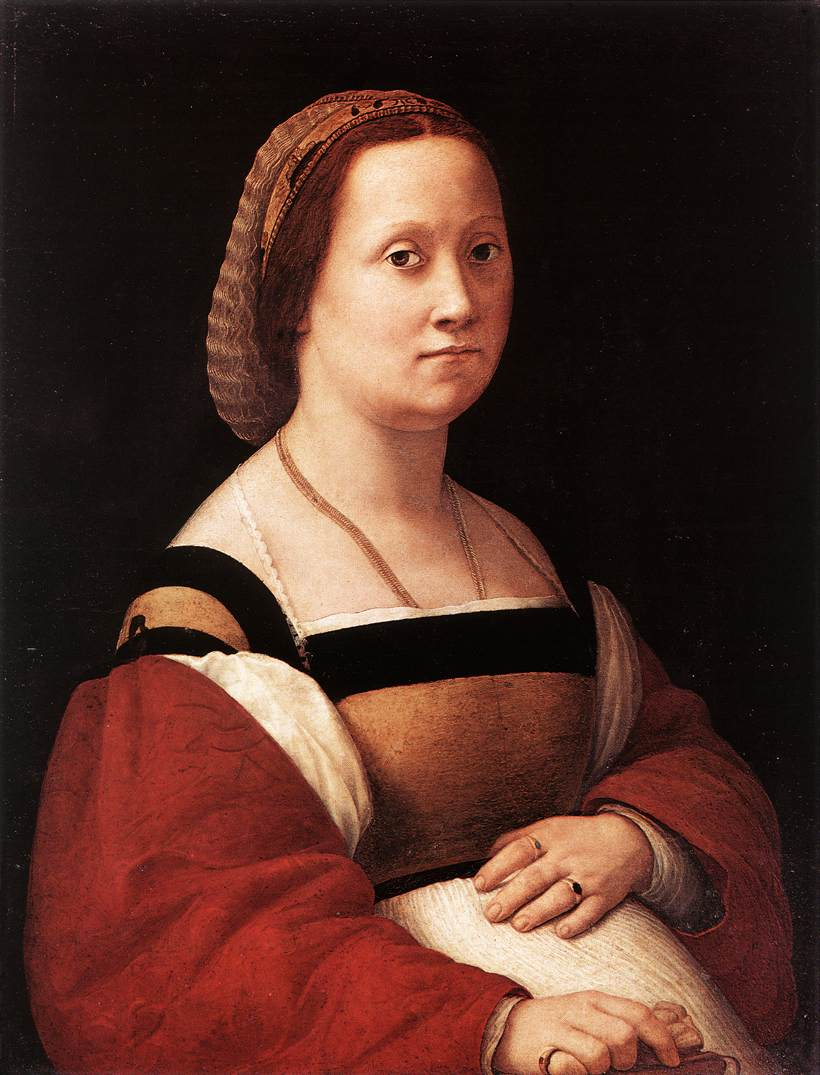
Den gravida kvinnan (La Donna Gravida) av Rafael, 1505–1506.
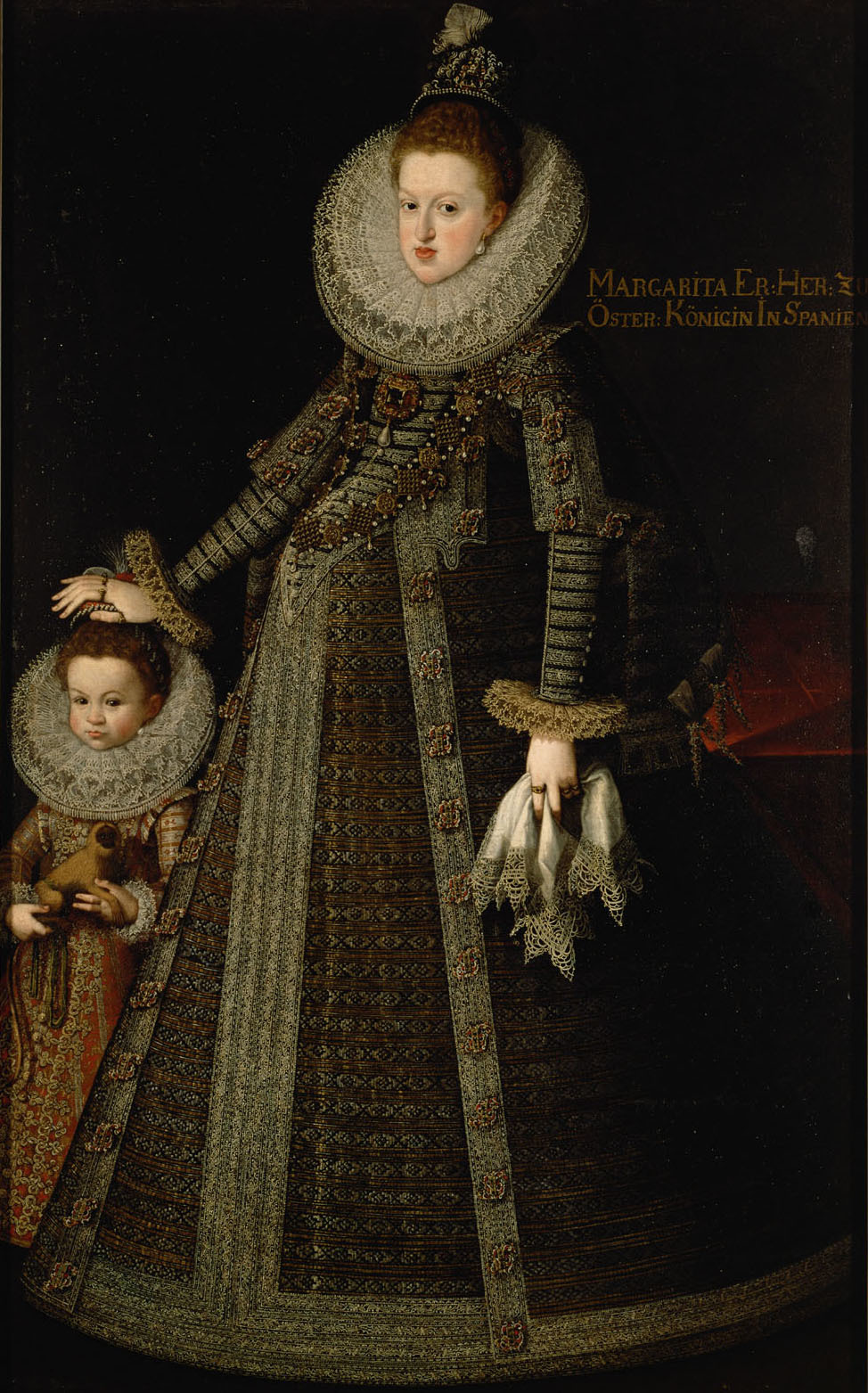
Ett gravidporträtt av  Margareta av Österrike vilket är en variant av hennes officiella porträtt.
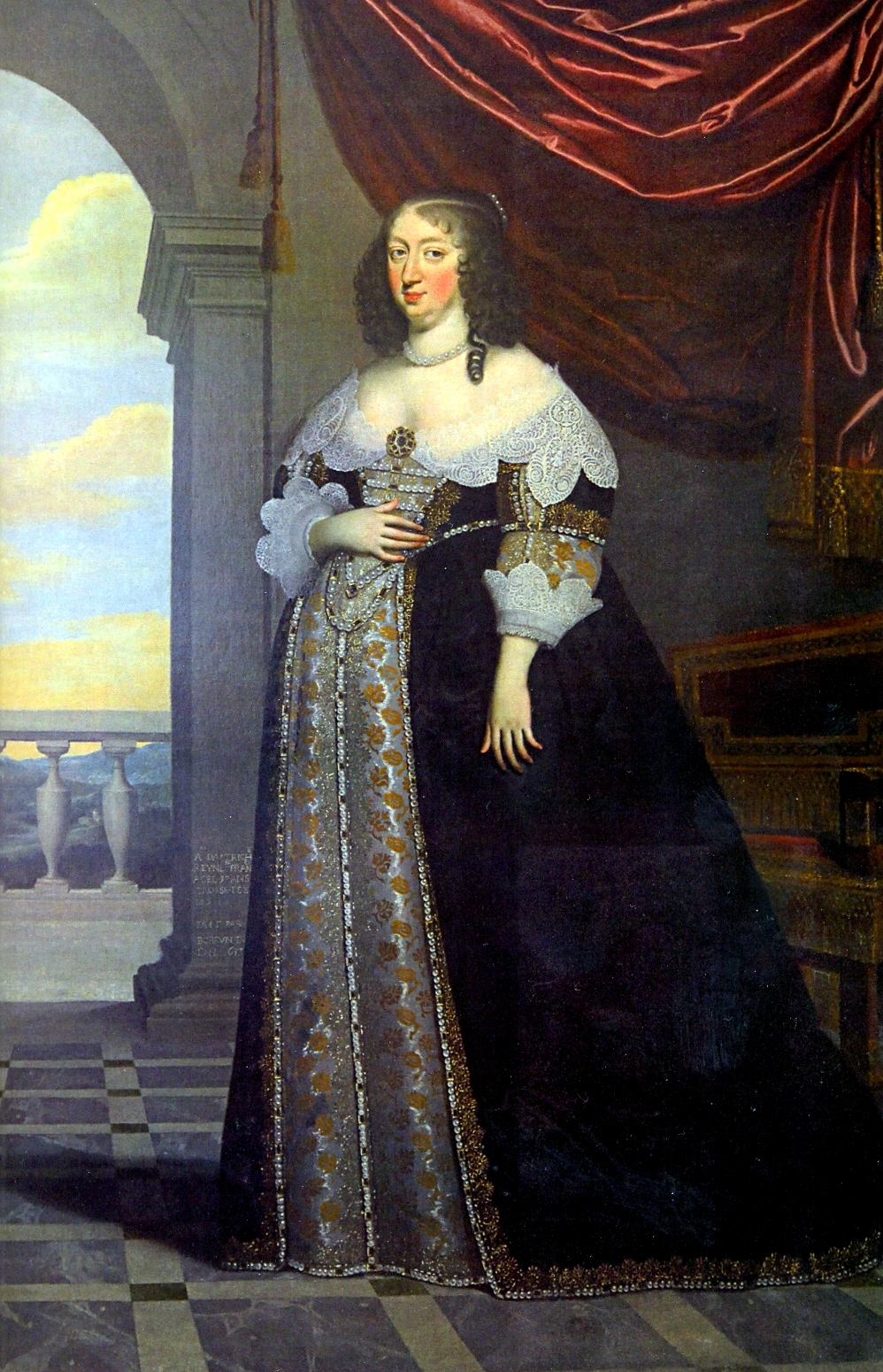
Anna av Österrike, en månad innan födseln av Louis XIV 1638. Anna ses även bredvid sin mor i föregående målning.
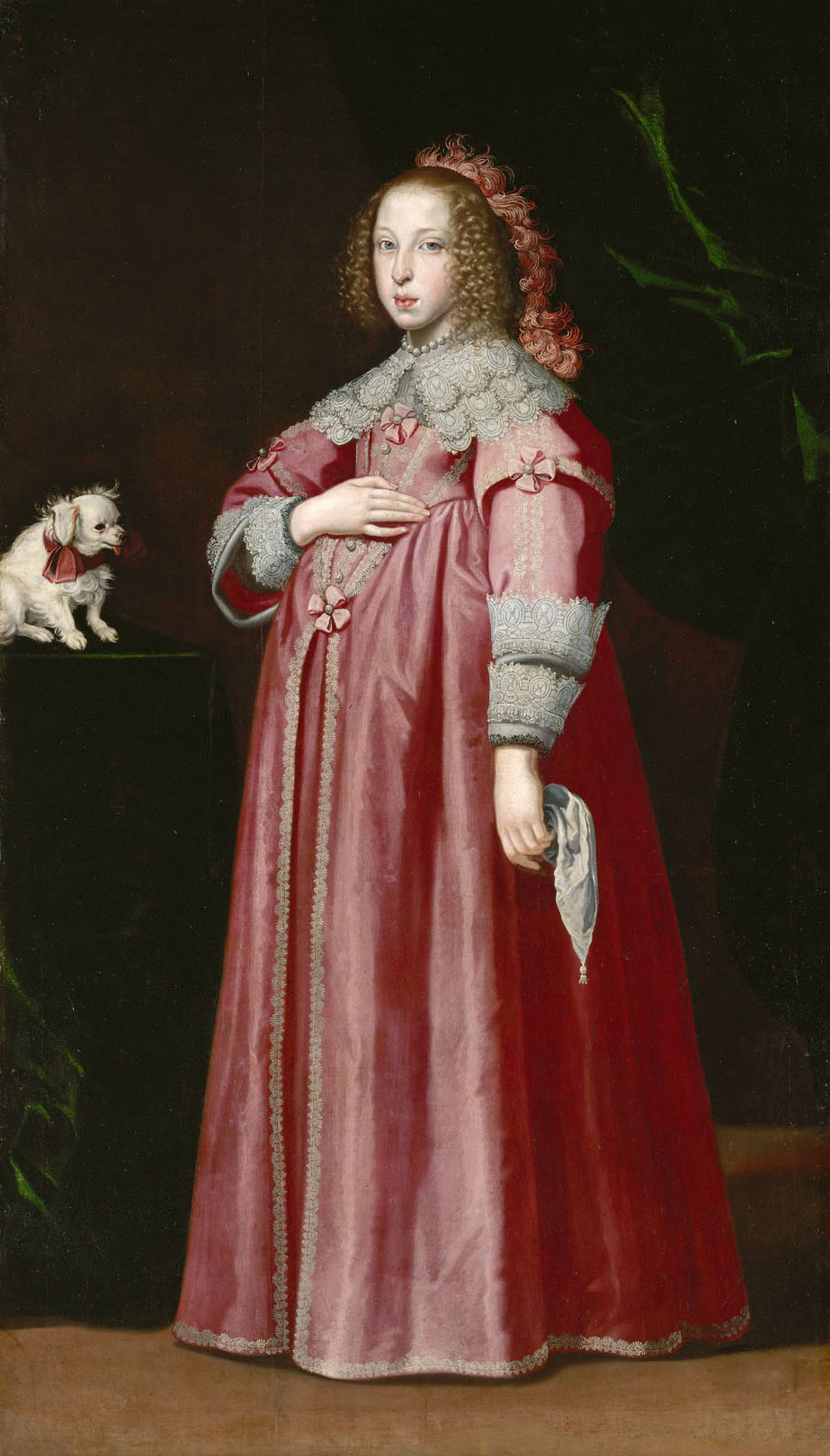
Maria Leopoldina av Österrike-Tyrolen, som dog i barnsäng vid 16 års ålder 1649, samma år som detta porträtt målades. Det kan ha skapats efter hennes död.
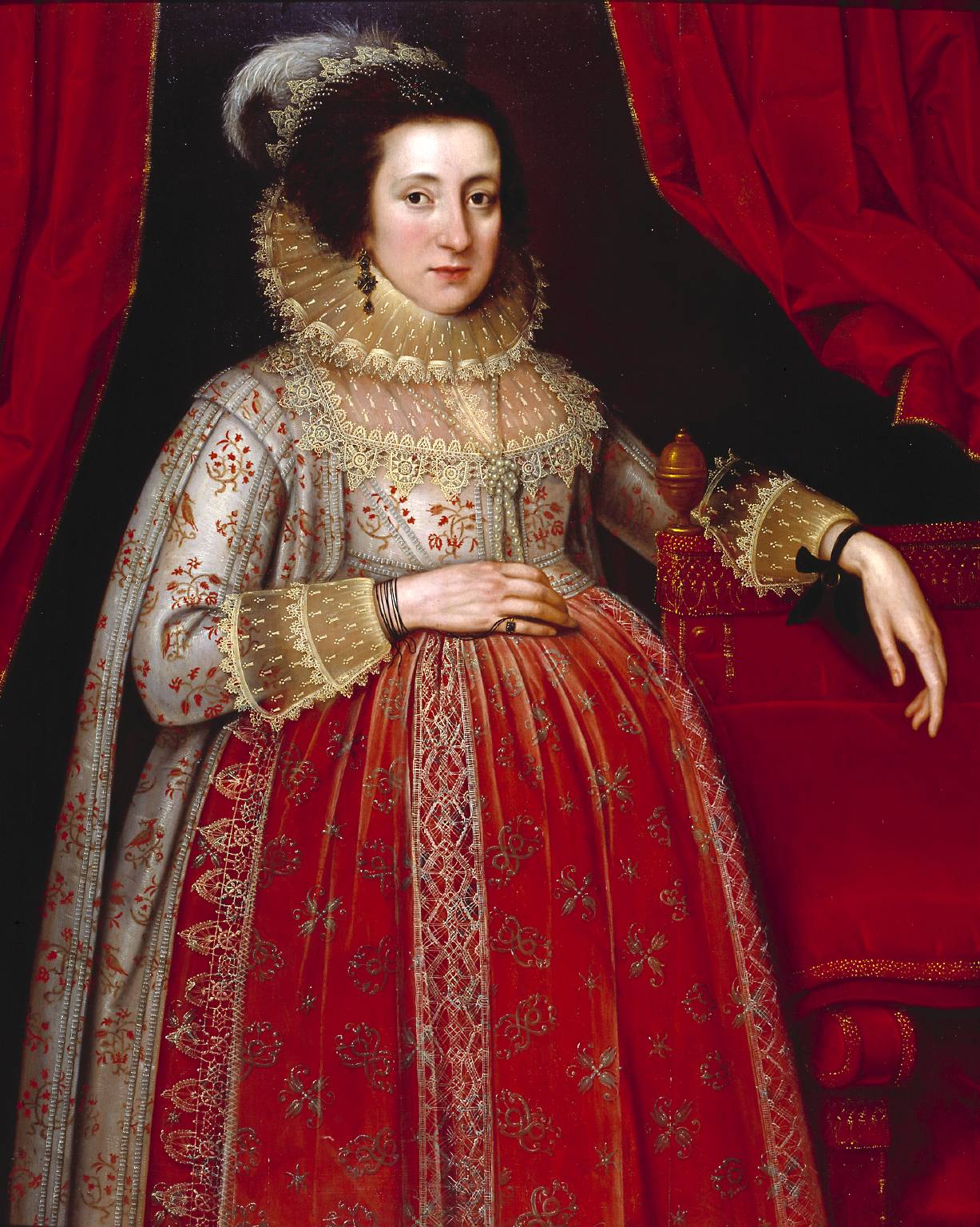
Engelsk gravidporträtt av Marcus Gheeraerts den yngre, 1620.
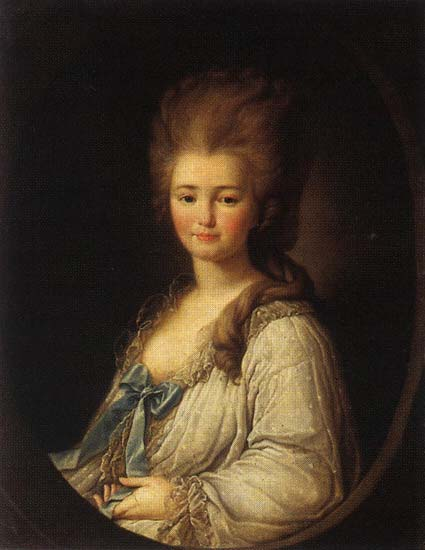
Ryskt porträtt föreställande Aleksandra von Engelhardt av Leontij Semjonovitj Miropolskij, 1780-talet.
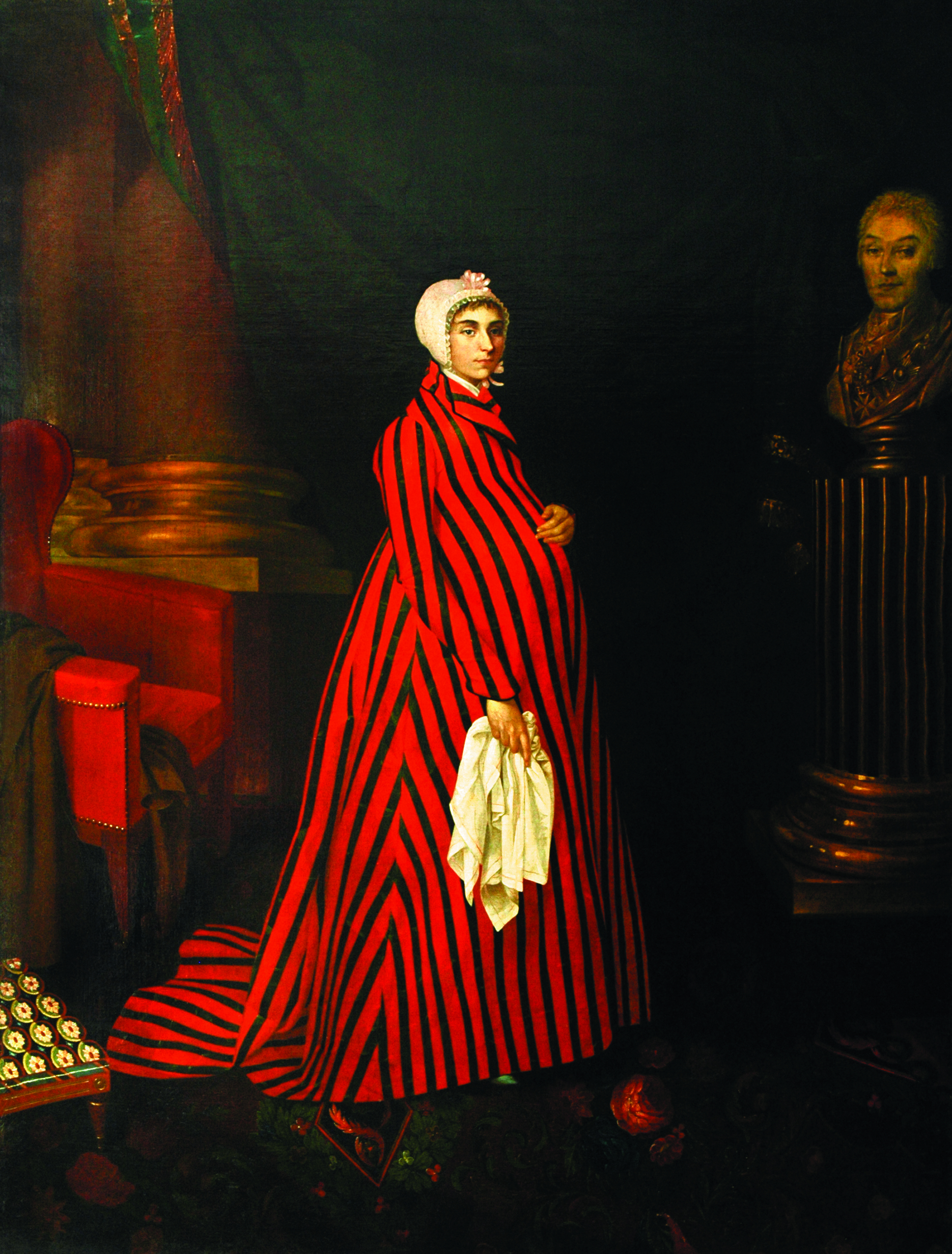
Praskovja Kovaljova-Zjemtjugova målad av någon i Argunov-familjen, 1803. Praskovja dog i barnsäng, varför målningen kan vara gjord efter hennes död baserad på tidigare målningar.

### Moraliserande genrer och satir

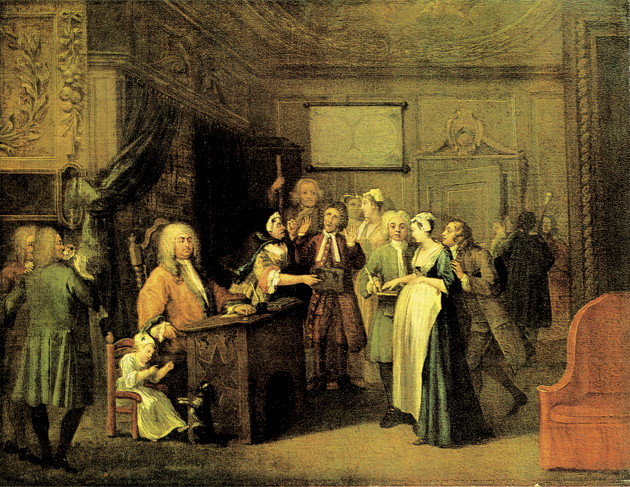
William Hogarth, A Woman Swearing a Child to a Grave Citizen ("En kvinna svär att barnet tillhör en god medborgare"), cirka 1729.

Några tidigmoderna verk inom genremåleri, och inom andra medier som kistebrev och bokillustrationer, fokuserade på graviditeters olika sociala konsekvenser. De visar bland annat kvinnor som ansågs ha fler barn än vad de kunde mäkta med, eller kvinnor, särskilt pigor, som blivit gravida utanför äktenskap.
En typ av scener föreställer oönskade graviditeter, i huvudsak utifrån faderns perspektiv, däribland vissa där kvinnan berättar  för den lokala domaren för att tvinga fram ekonomiskt stöd. Den engelska konstnären William Hogarth avbildade många gravida kvinnor i sina verk, vanligtvis med en satirisk eller komisk avsikt och oftast med en negativ vinkel. I Hogarths "En kvinna svär att barnet tillhör en god medborgare"" (eller "Förnekelsen", cirka 1729) anklagar en ung kvinna falskeligen en rik gammal man för att vara barnets far, medan den verkliga fadern råder henne.
Hogarth gjorde flera bilder med gravida kistebrevsförsäljare, eller sådana som hade många små barn. Eftersom arbetet inte krävde att man rörde på sig så mycket kan det ha varit populärt bland gravida, men Hogarth verkar även ha sett graviditeten som en metafor för tryckkonstens möjligheter till reproduktion.
Exempel på verk av Hogarth

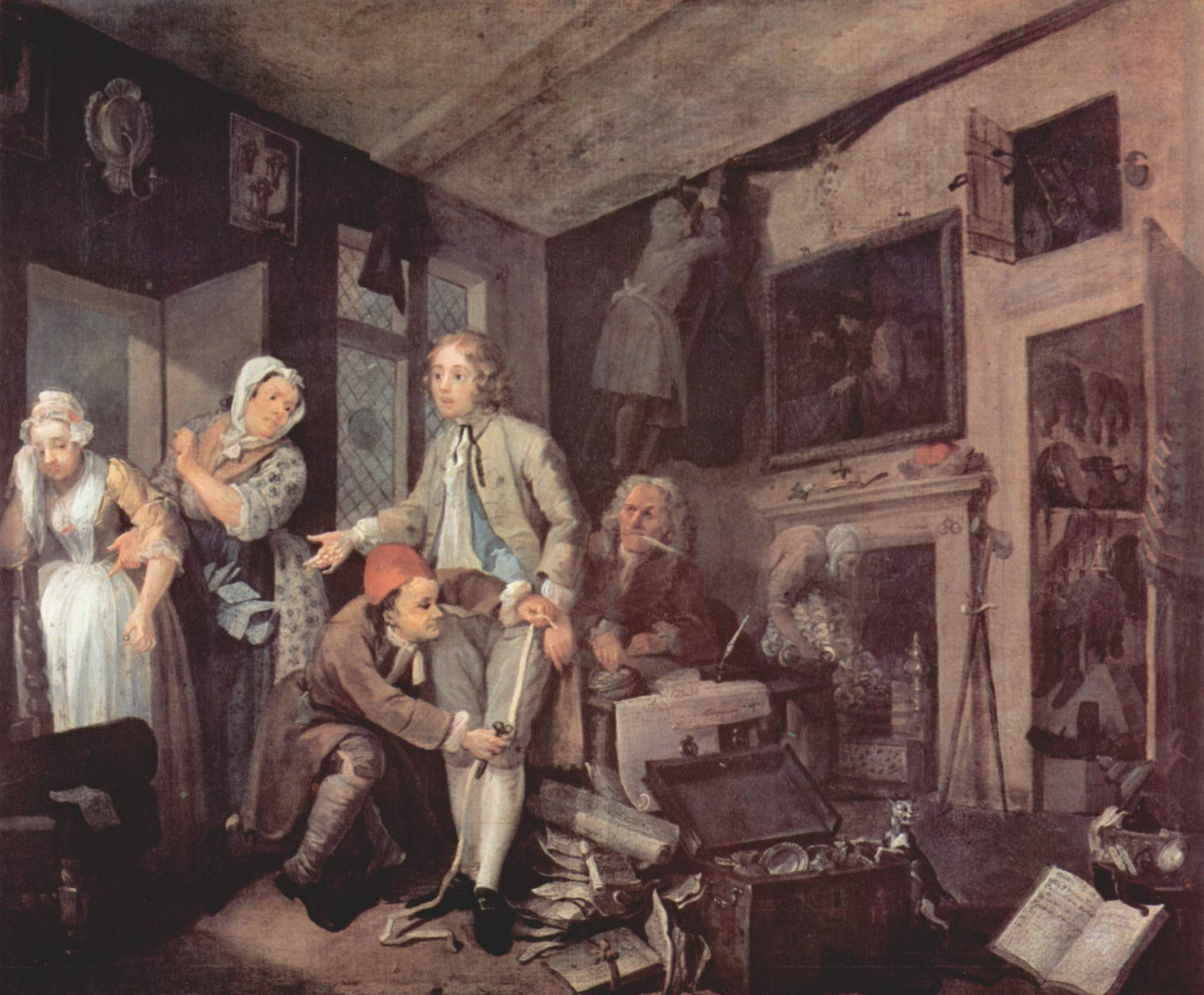
En rucklares väg, Den unge arvtagaren tar sig an girigbukens ägodelar och överger sin gravida fästmö.
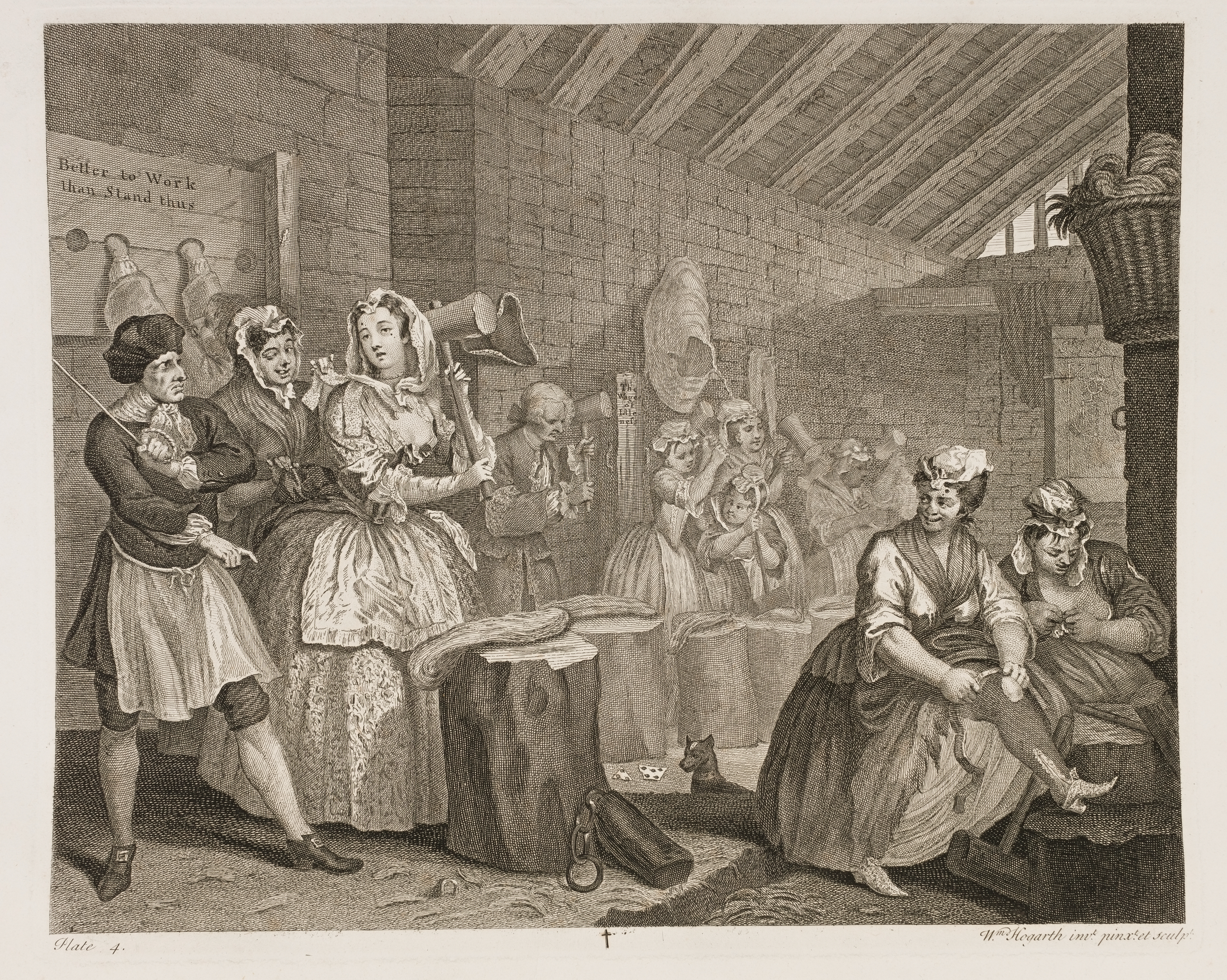
Ur En skökas utveckling, 1732. I bakgrunden syns en svart gravid kvinna som eventuellt är prostituerad.
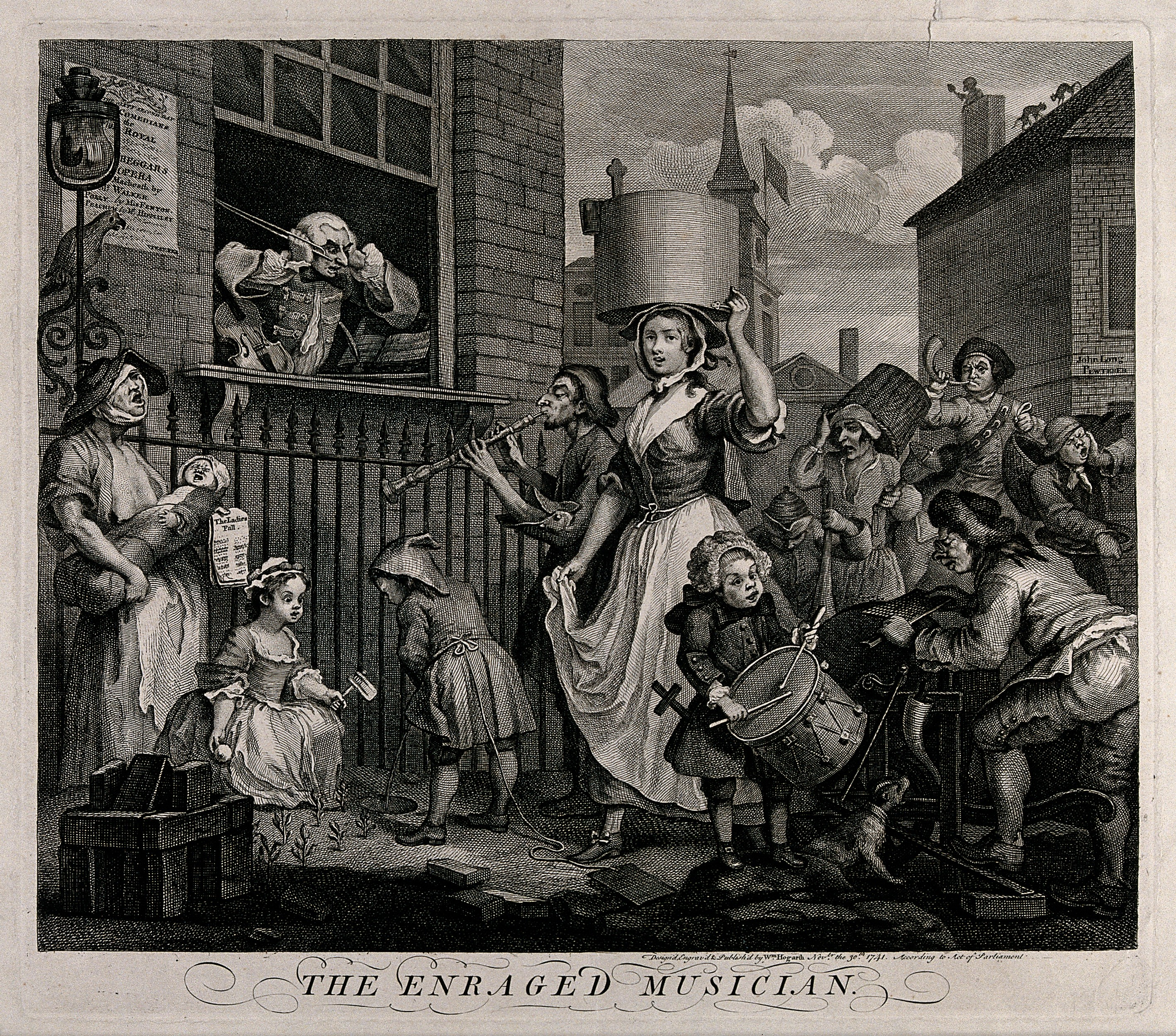
Den ursinnige musikern, med en gravid kistbrevsförsäljerska till vänster.
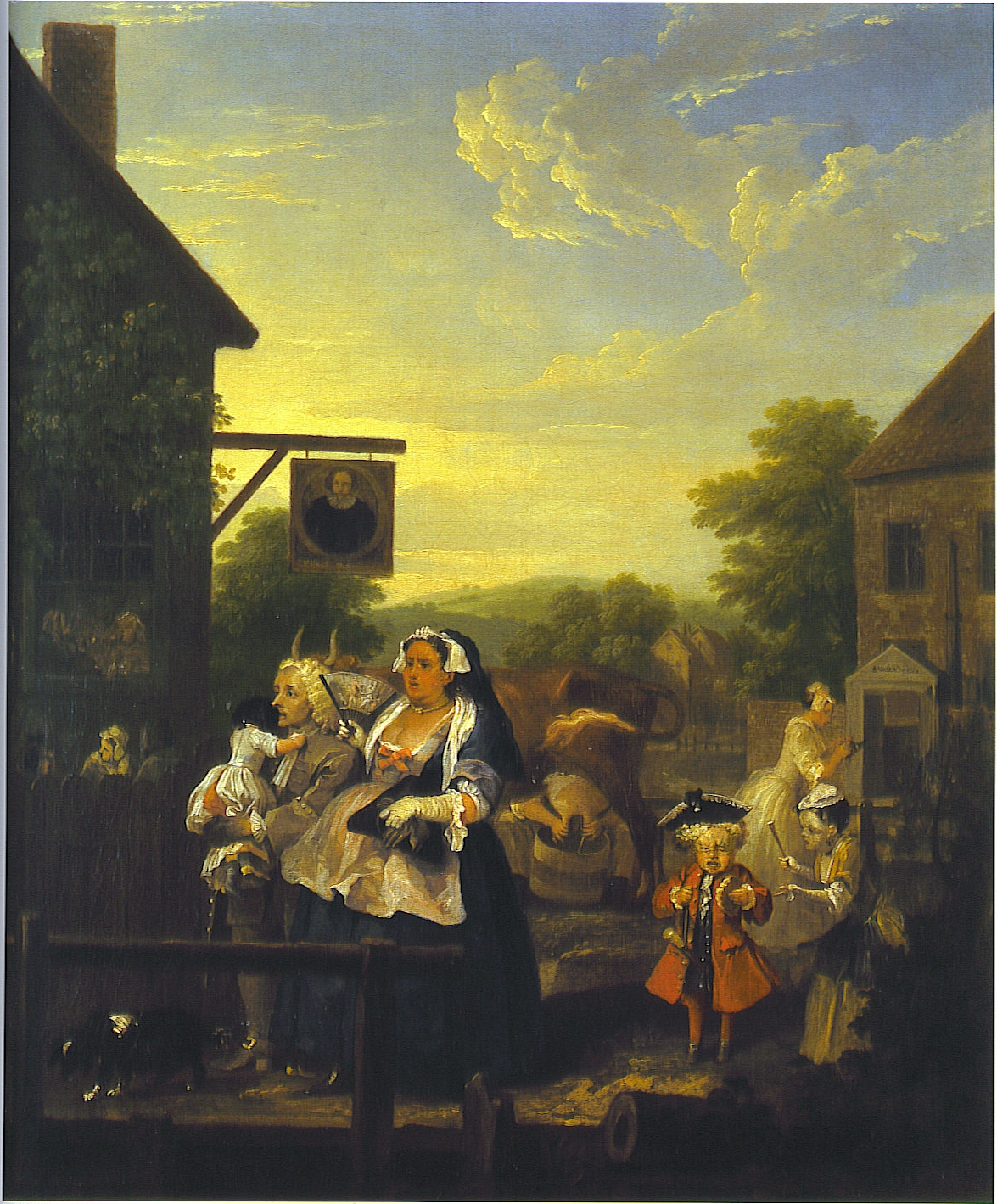
Afton, ur Fyra gånger om dagen; tjurhornen över hans huvud antyder att han blivit bedragen.

### Modernismen

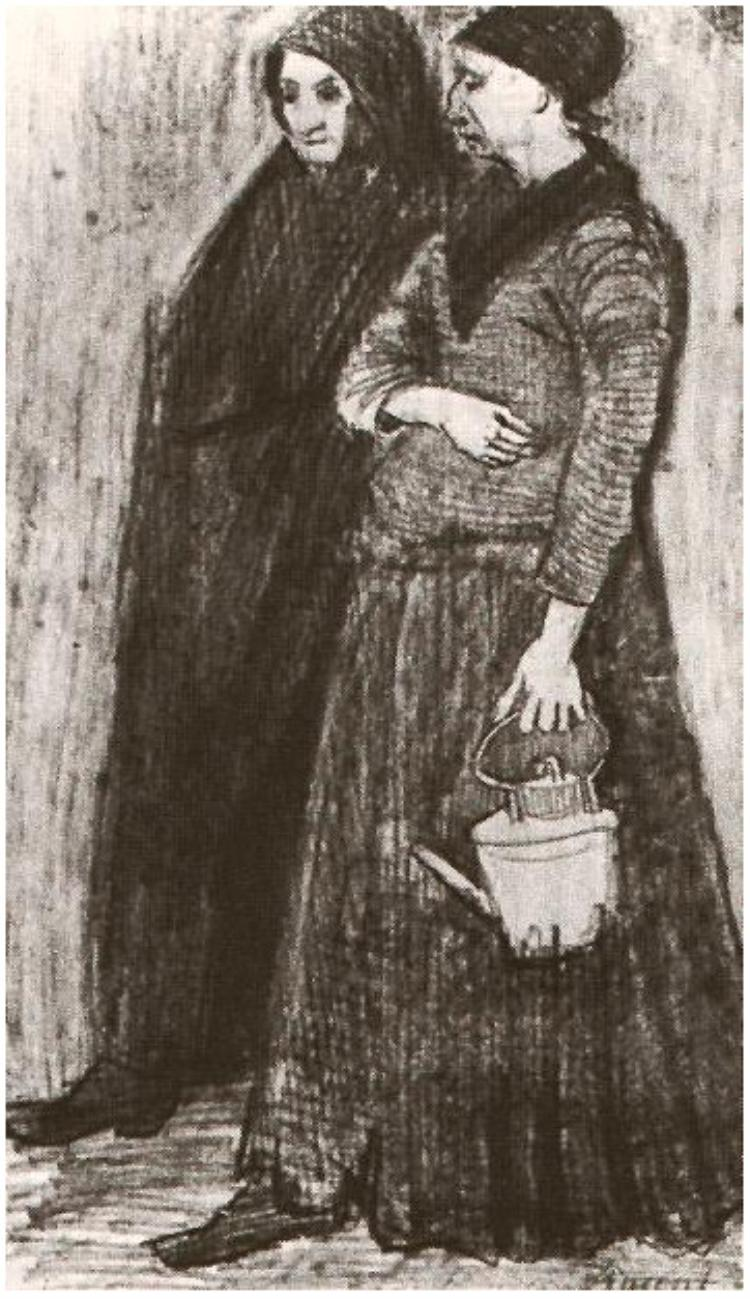
Teckningen Sien enceinte, Marcher avec ancien Femme (Sien, gravid, promenerar med en annan kvinna"), av van Gogh från 1882.

Under andra halvan av 1800-talet vände sig ett antal konstnärsgrupper ifrån historiemåleriet och sökte att avbilda världen och samhället, så som de upplevde det. Trots att flera konstnärer började porträttera arbetarklassen och sociala frågor fortsätter graviditet i det olika realistiska skolorna att vara ett ganska ovanligt motiv. Ett exempel på en bild av en gravid kvinna från den här perioden är Vincent van Goghs teckning från 1882 av den prostituerade Sien som hans levde tillsammans med under sin tid i Nederländerna, där hon promenerar med handen på magen, tillsammans med en äldre kvinna. 
Under 1900-talet blev dock motivet vanligare i bildkonsten. 1904 målade konstnären Lovis Corinth ett porträtt av sin höggravida fru som bara fyra dagar senare födde deras barn, en målning som tydligt framhävde hennes gravida mage. Corinth målade flera andra målningar av gravida kvinnor. 1906 målade Paula Modersohn-Becker ett självporträtt som gravid fastän hon aldrig hade varit det. 18 månader senare födde hon en dotter som dog tre veckor gammal.

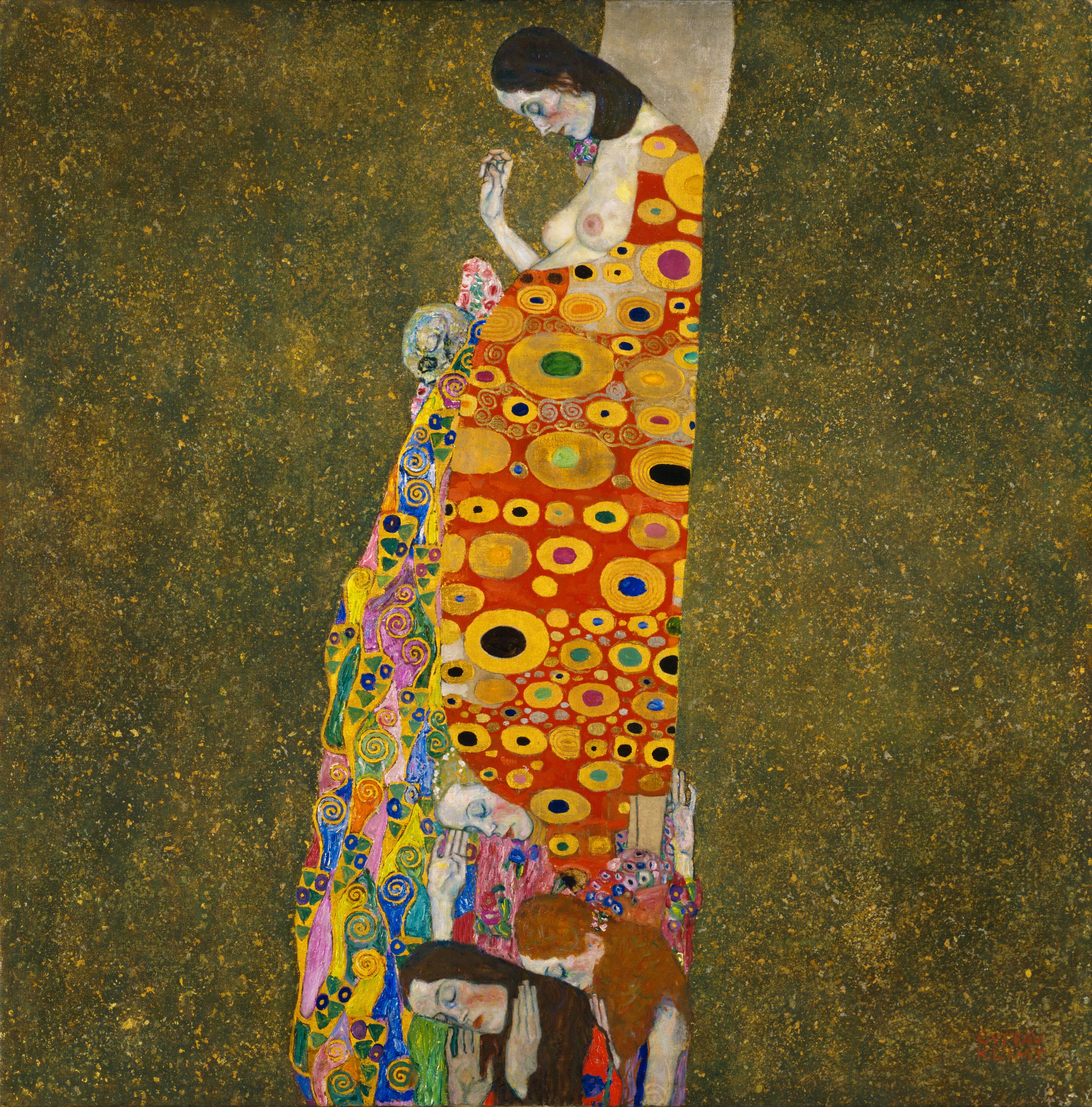
Hopp II), Gustav Klimt, 1907-1908.

Med modernismen började vissa konstnärer att avbilda graviditet på ett tydligare sätt än tidigare, med fler höggravida och kvinnor och även fler nakenstudier av gravida. Två målningar av Gustav Klimt, Hopp I från 1903 och Hopp II från 1907–1908, visar smala men höggravida kvinnor i profil. I Hopp I är kvinnan naken och graviditeten mycket uppenbar, medan kvinnan i Hopp II är insvept i en utstuderad kappa som gör graviditeten mindre uppenbar.
Även om flera modernister lät graviditeten synas tydligt förekommer även motsatsen. Ett exempel är målningen Jeanne Hebutere av Amedeo Modigliani från 1919 som föreställer konstnärens 21-åriga älskarinna som vid tidpunkten för porträttet var gravid med deras andra barn. Det finns dock inga visuella markörer i bilden som pekar mot detta faktum. Vissa konsthistoriker menar att modellen i en av Picassos mest kända målningar Chica frente a un espejo ("Flicka framför spegel") från 1932, avbildas som om hon skulle vara gravid med detta är omdiskuterat.
I flera målningar av Frida Kahlo förekommer berättelser om hennes självupplevda graviditet och missfall, exempelvis i målningen My Birth och Henry Ford Hospital, båda från 1932. Egon Schiele gjorde ett flertal nakenstudier av gravida kvinnor, framförallt frontala färgteckningar. 
Under efterkrigstiden, då Picassos två yngsta barn föddes, kom han att skapade flera skulpturala verk med den gravida kvinnokroppen som motiv. Mujer embarazada ("Gravid kvinna") av Pablo Picasso är en skulptur från 1950 där formen kommer av att den bland annat är gjord av en vas och en burk i keramik. Francoise Gilot, som levde med Picasso mellan 1946 och 1953, säger att hon tror att han gjorde den som ett försök att frammana sin önskan, när hon vägrade att föda ett tredje barn.
1960–1961 målade Lucian Freud Pregnant girl som är ett porträtt av hans dåvarande flickvän Bernadine Coverley, när hon var gravid med deras dotter Bella. Pregnant woman var i sin tur en serie med målningar av sju nakna gravida kvinnor målade av konstnären Alice Neel på 1970-talet.

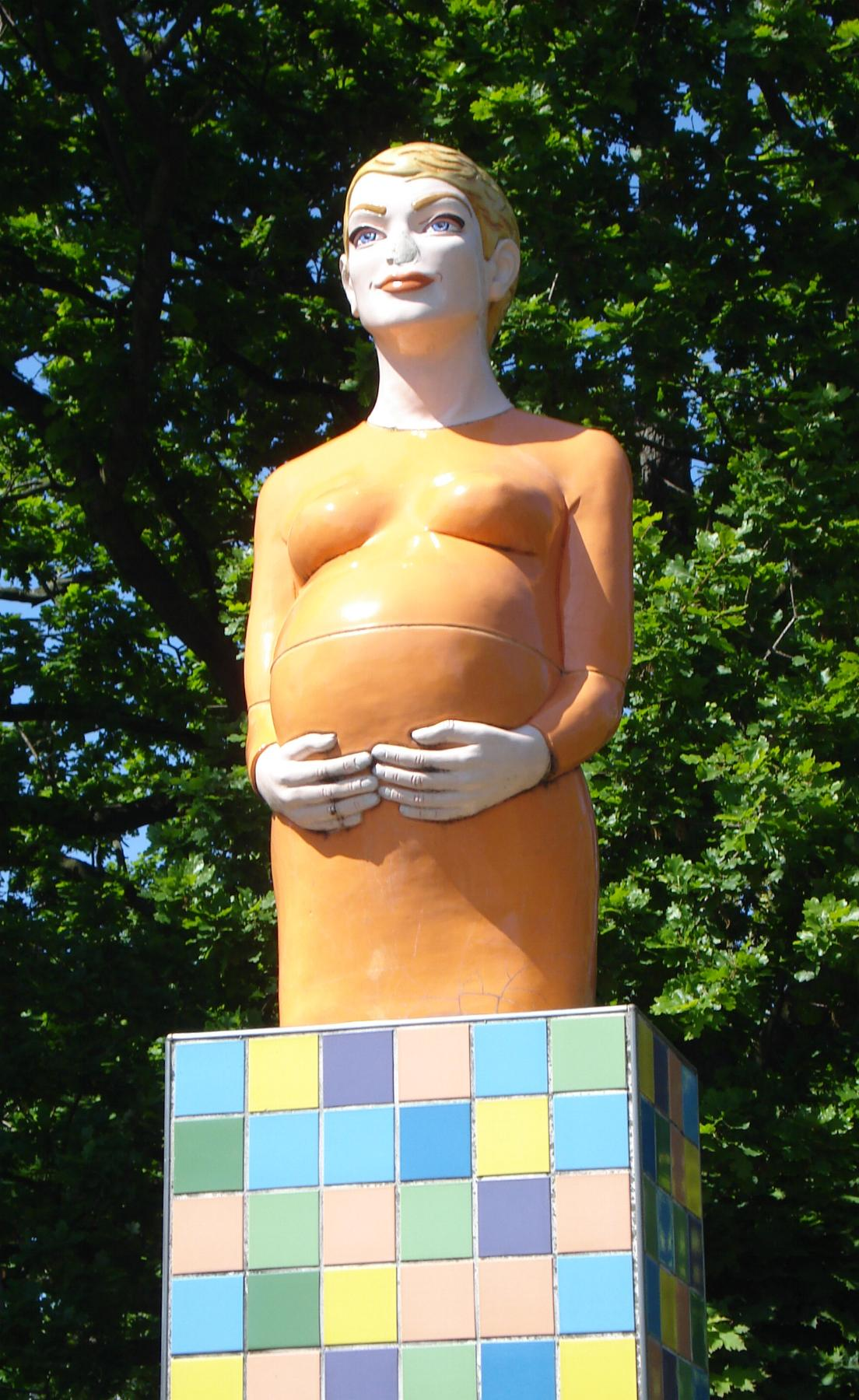
Skulpturen Zwangere vrouw ("Gravid kvinna") av den holländska konstnären Berry Holslag.

Genom den feministiska diskurs som fördes under 1960- och 1970-talet förändrades bilden av den gravida kvinnan i konsten och mängden avbildningar ökade. Många konstutställningar gjordes där frågan om kvinnans ställning i samhället i förhållande till moderskapet problematiserades. Ett exempel var Modersmyt – moderskap – mänskoskap på Göteborgs Konsthall 1979 där bland annat Monica Englund presenterade en fotoserie från förlossningsvården. En av konstnärerna som deltog i den utställningen, Monica Sjöö, hade redan 1973 skapat upprörda känslor vid grupputställningen Womanpower på Swiss Cottage i London med sin målning God giving birth som föreställer en stiliserad gravid kvinnogestalt i förlossningsögonblicket.
Men trots ett öppnare samhällsklimat kunde fortfarande den gravida kvinnokroppen provocera. Exempelvis var det just den gravida kvinnan i Bror Marklunds skulpturgrupp Marknadsbilder, placerad på Kyrktorget i Värnamo 1970, som upprörde folk.
Annie Leibovitz fotograferade den 28 år gamla Demi Moore, stående naken och gravid i sjunde månaden – ett färgfotografi som fick ikonstatus efter att det publicerades på omslaget av tidskriften Vanity Fairs augustinummer 1991. I februari 2017 publicerade Vanity Fair återigen en bild av Annie Leibovitz, nu ett svartvitt fotografi föreställande en gravid stående Natalie Portman invirad i ett tyg och med händerna på den nakna magen. Bara några månader senare publicerade Beyonce ett fotografi av sig själv på Instagram, gravid, knästående naken, så när som på BH, trosor och en slöja mot en bakgrund av blommor. Fotografiet, taget av Awol Erizku, blev oerhört omtalat och gjordes bland annat till en fem våningar hög muralmålning i Australien av street-konstnären Lushsux.
Utöver äldre kyrkokonst med skulpturer av den gravida jungfrun Maria är offentliga skulpturer av tydligt gravida kvinnor ett sentida fenomen. Ett tidigt exempel är skulpturgruppen Twee zwangere vrouwen av den belgiska konstnären Charles Leplae, från 1952–1953. Andra offentliga skulpturer är exempelvis Damien Hirst The Virgin Mother från 2005, som idag står utanför Lever House i New York, en 10 meter hög bronsstaty av en naken gravid kvinna där huden på ena halvan av kroppen är bortskalad, som på en anatomiteckning, och som avslöjar fostret i livmodern. En annan är Verity från 2012 också av Hirst och med ett liknande koncept, en tredje är Ron Muecks Pregnant Woman från 2002 som är en 2,5 meter hög skulptur av en naken gravid kvinna som knyter sina händer ovanför huvudet.

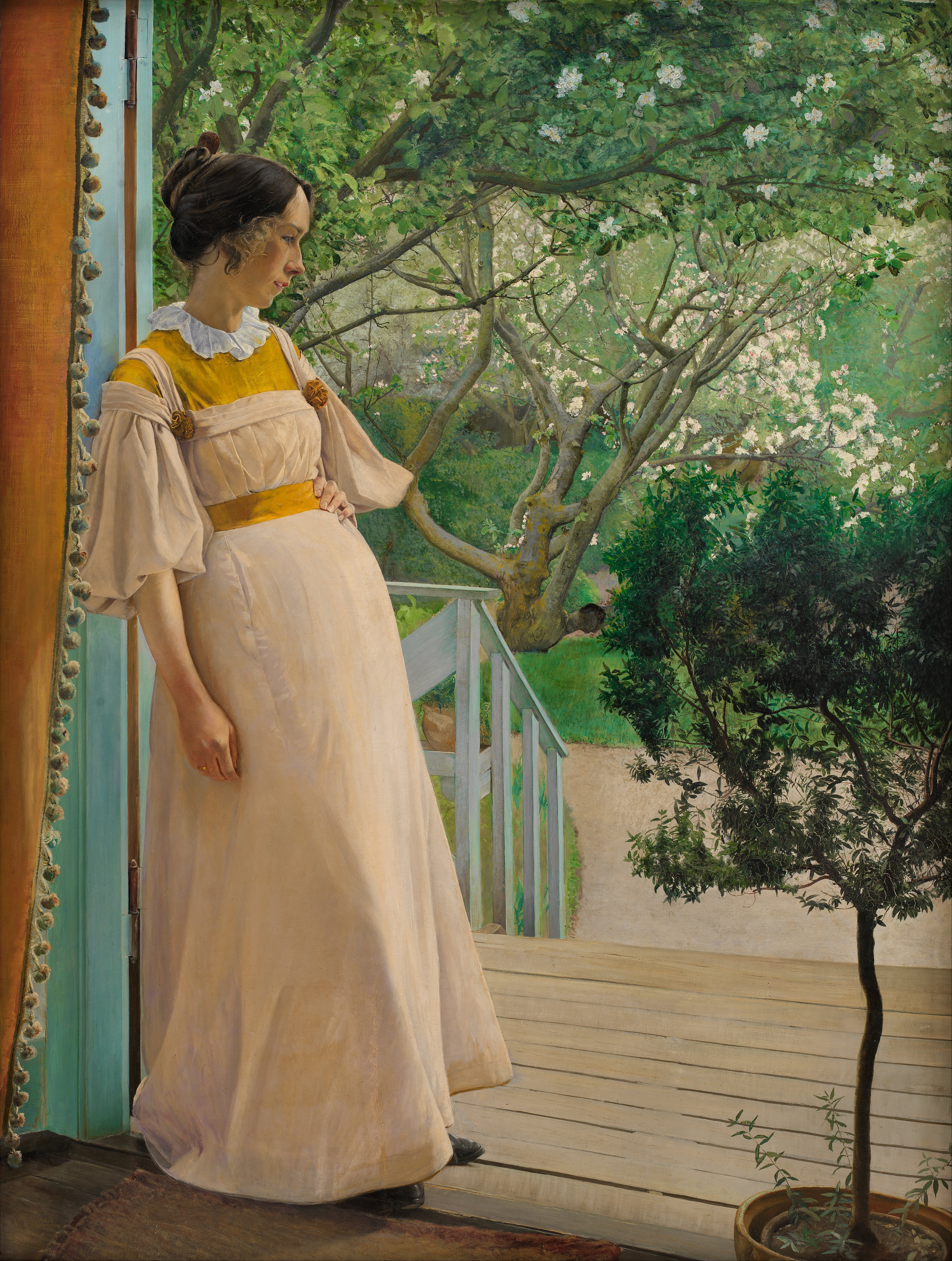
L.A. Ring, I havedøren. Kunstnerens hustru. ("Vid trädgårdsdörren. Konstnärens fru"), 1897.
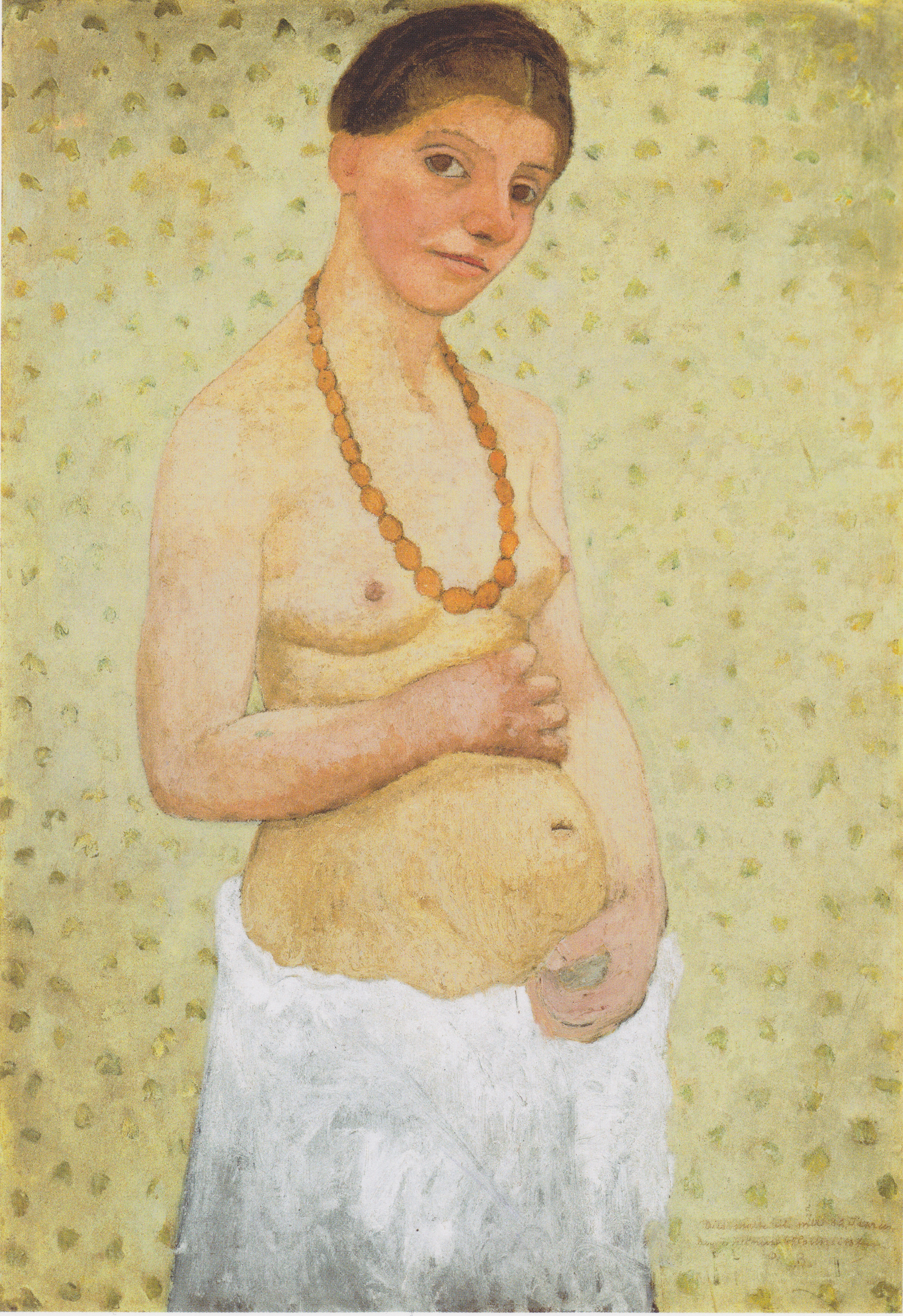
Paula Modersohn-Becker, Självporträtt på den sjätte bröllopsdagen, 1906.
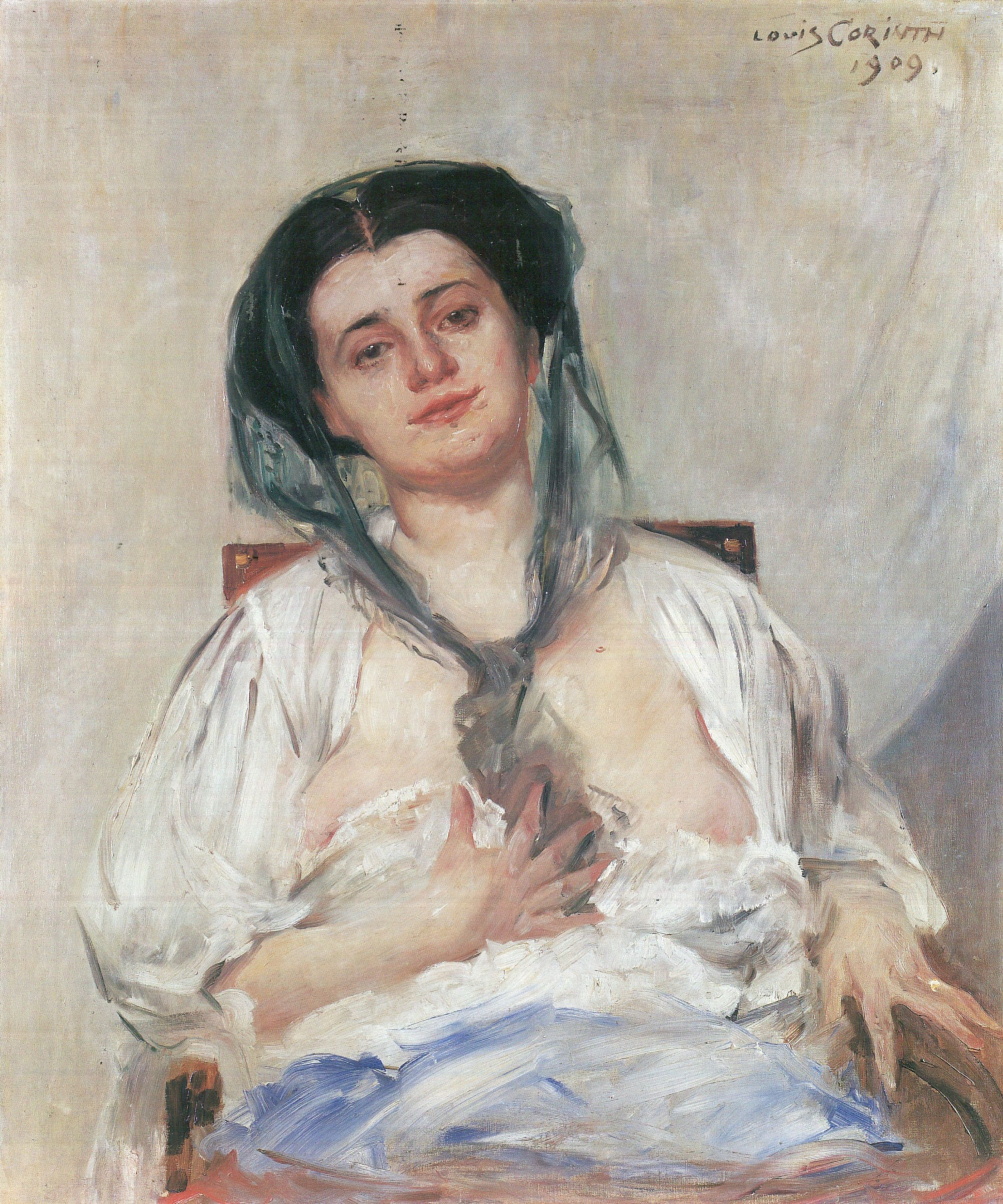
Lovis Corinth, Donna Gravida, 1909.
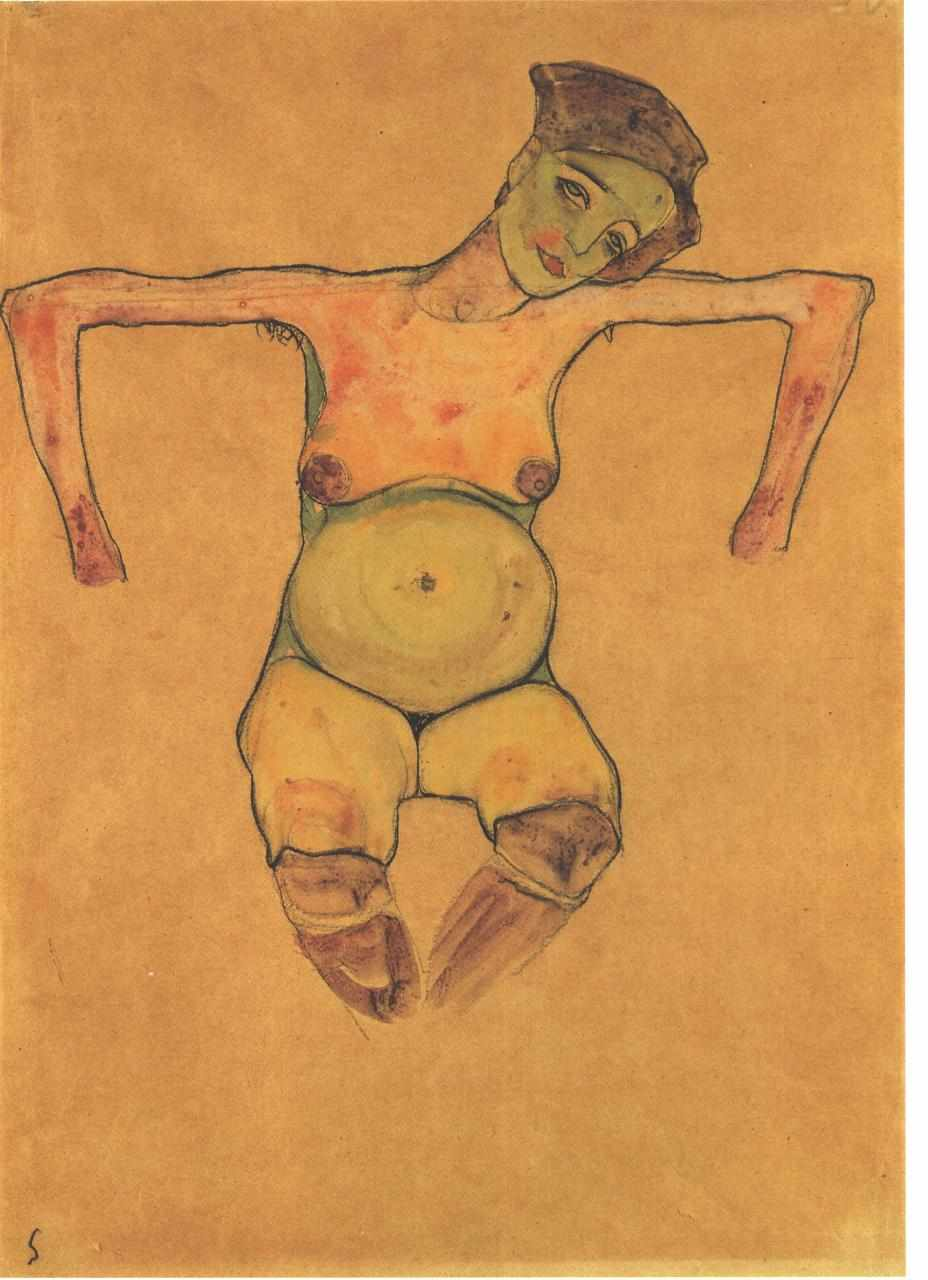
Schwangere ("Gravid") av Egon Schiele
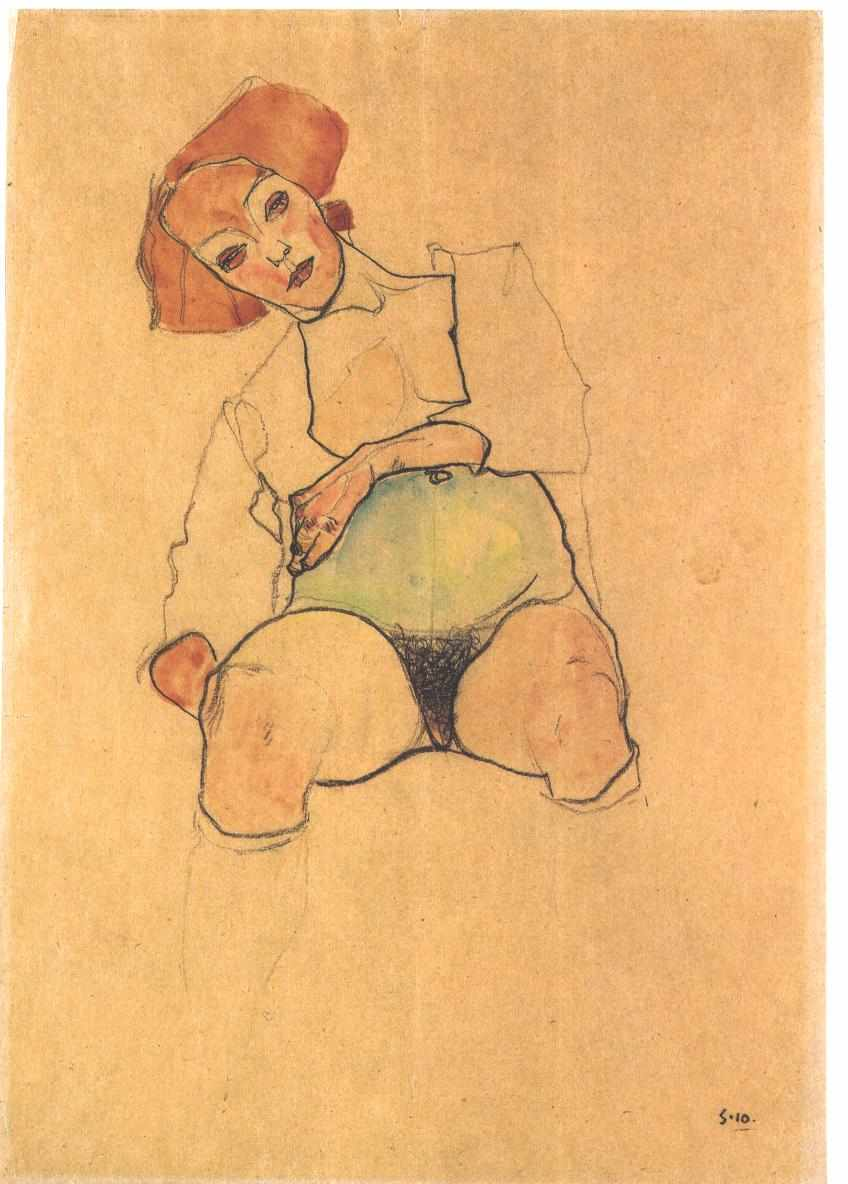
Egon Schieles Schwangere mit grünem Bauch ("Gravis med grön buk") från 1910.
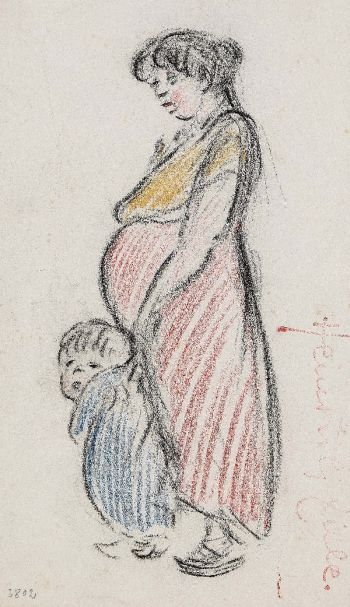
Teckning av Heinrich Zille (död 1929).
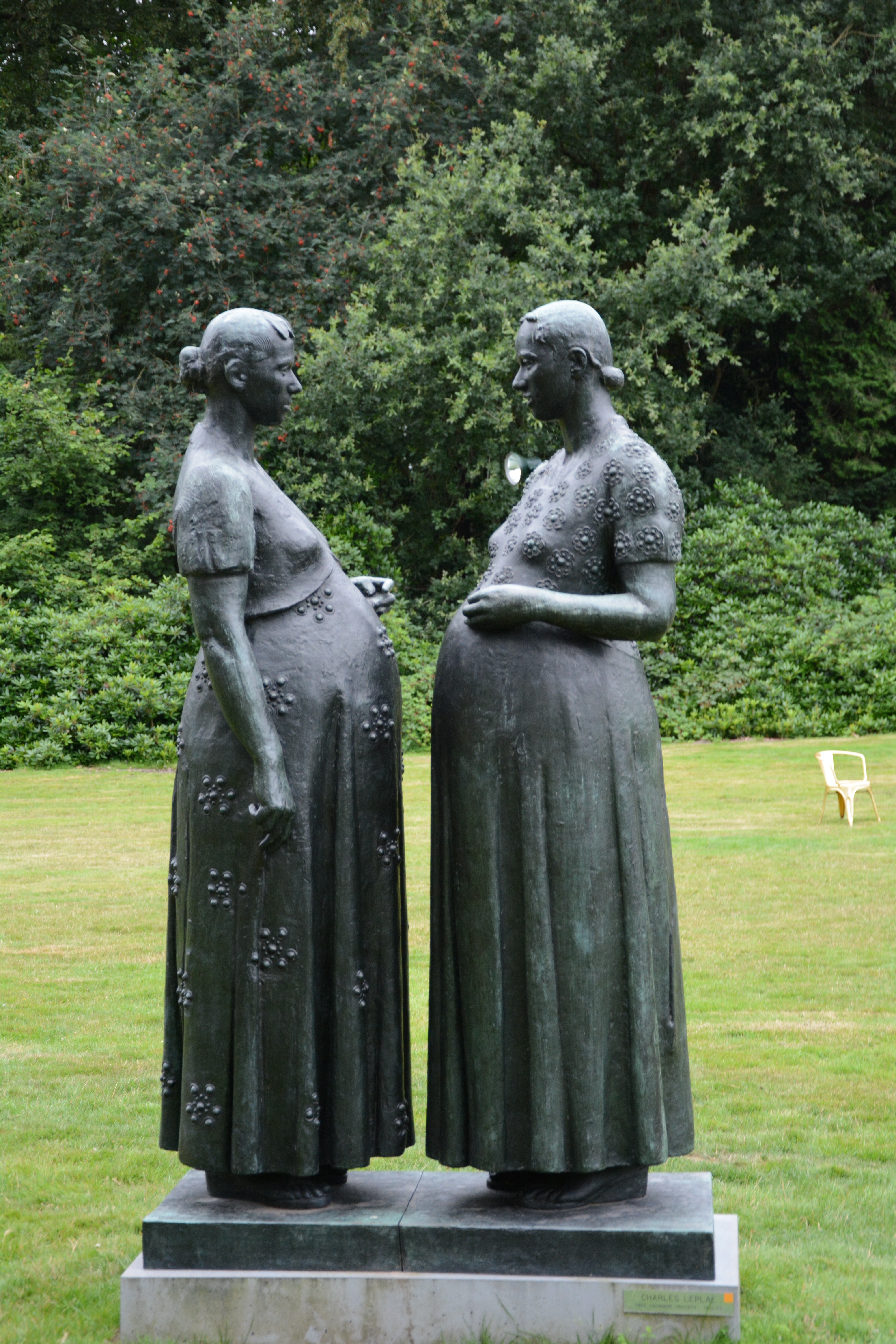
Twee zwangere vrouwen (Två gravida kvinnor av skulptören Charles Leplae, 1952–1953.

## Japansk konst

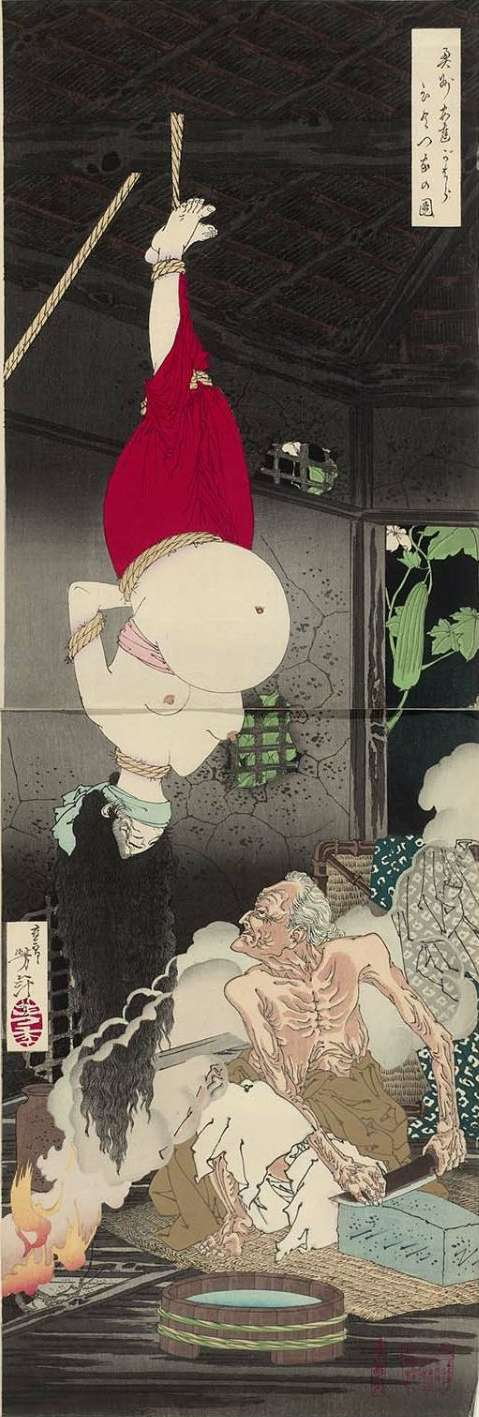
Träsnitt (ukiyo-e) av Tsukioka Yoshitoshi, 1885. 奥州安達がはらひとつ家の図 ("Ōshū Adachigahara Hitotsuyano Zu") - ibland kallad Det ensamma huset på Adachiheden.

Inom japanska folksagor finns en mängd berättelser om gravida kvinnor varför detta motiv inte varit lika ovanligt konsthistoriskt sett som i västerländsk bildkonst. Även avbildningar av den nakna eller halvnakna kroppen har varit vanligare inom japansk klassisk konst varför den gravida kroppen i vissa fall blivit mer uppenbar. För precis som i medeltida avbildningar i Europa har klädmodet i Japan gjort det svårare att se den gravida magen i avbildningar. Det stora breda tygstycket obi (帯 "skärp") som håller ihop kimonon knöts nämligen länge av tradition på magen. Sedan skiftade modet och endast vissa bar den fortsatt knuten på detta sätt, men resultatet blir att det nästan är omöjligt att avgöra om den påklädda kvinnan är gravid eller ej. 

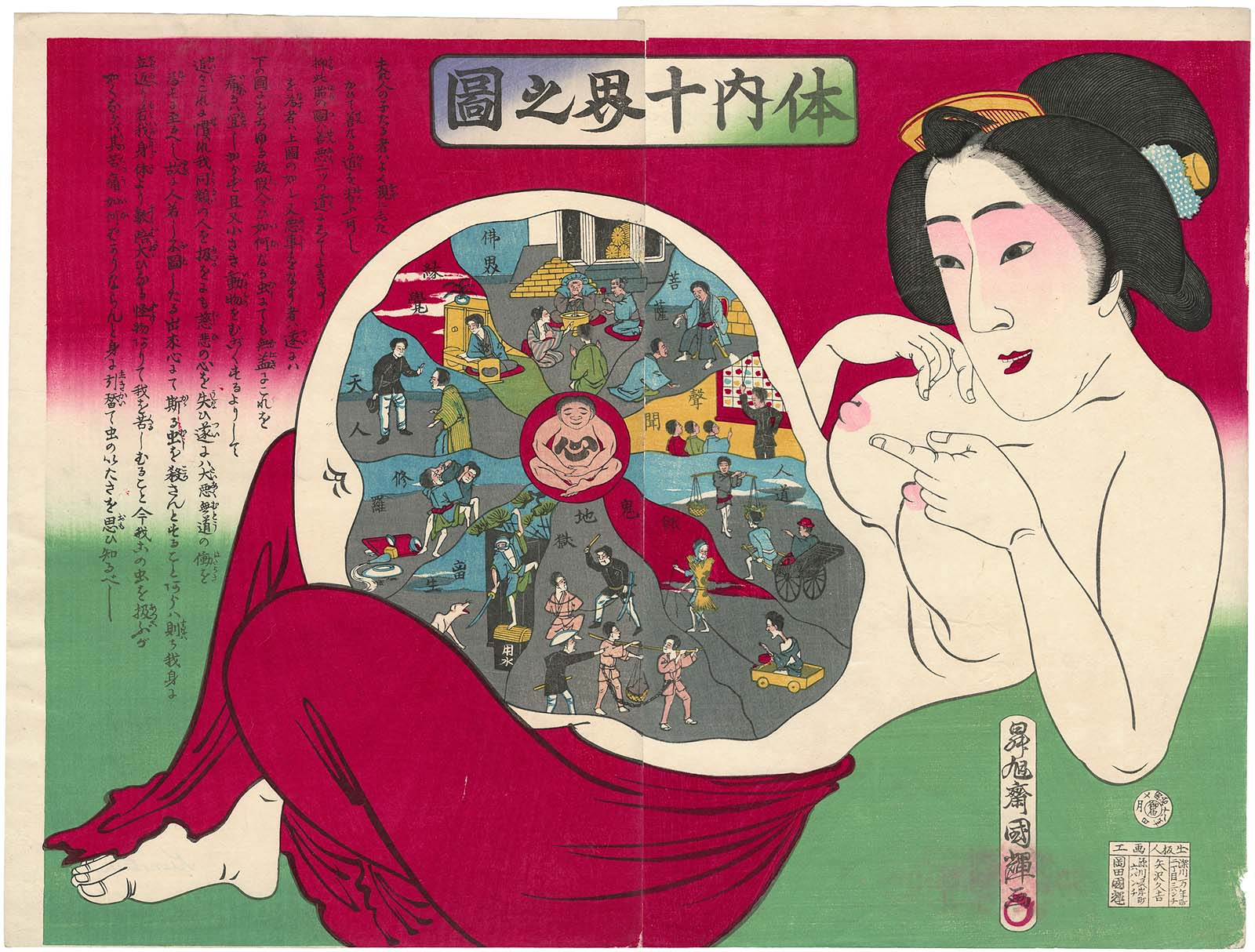
Träsnitt (ukiyo-e) av Utagawa Kuniteru III, 1885, ur: De tio världarna inuti kroppen.

En företeelse som istället gör graviditeten mer visuellt tydlig är att den gravida kvinnan förr ofta bar ett knutet band uppe på magen, under brösten, vilket bland annat kan ses i Yoshitoshis träsnitt (ukiyo-e) Det ensamma huset på Adachiheden från 1885, och i exempelvis träsnittet Belt of a pregnant woman av Utagawa Hiroshige III, från 1881 där en gravid kvinna just får ett sådant band knutet av en annan kvinna. En komisk bild i sammanhanget är Katsushika Hokusais Gravid pojke ur serien Hundra komiska poem ("Fûryû odoke hyakku") från 1811. Gravida kvinnor förekommer också i erotiska bilder, så kallade shunga.
En folksaga som illustrerats av en rad konstnärer är den om häxan Adachigahara, en kannibalistisk äldre kvinna som lever på resenärer som passerar Adachiheden, och då speciellt på gravida kvinnor och barn. I en scen som ofta avbildats, och där Tsukioka Yoshitoshi träsnitt från 1885 är den mest kända, har Adachigahara hängt upp en höggravid kvinna upp och ned samtidigt som hon vässar den kniv som hon ska skära upp kvinnan med.

## Konst för gravida kvinnor

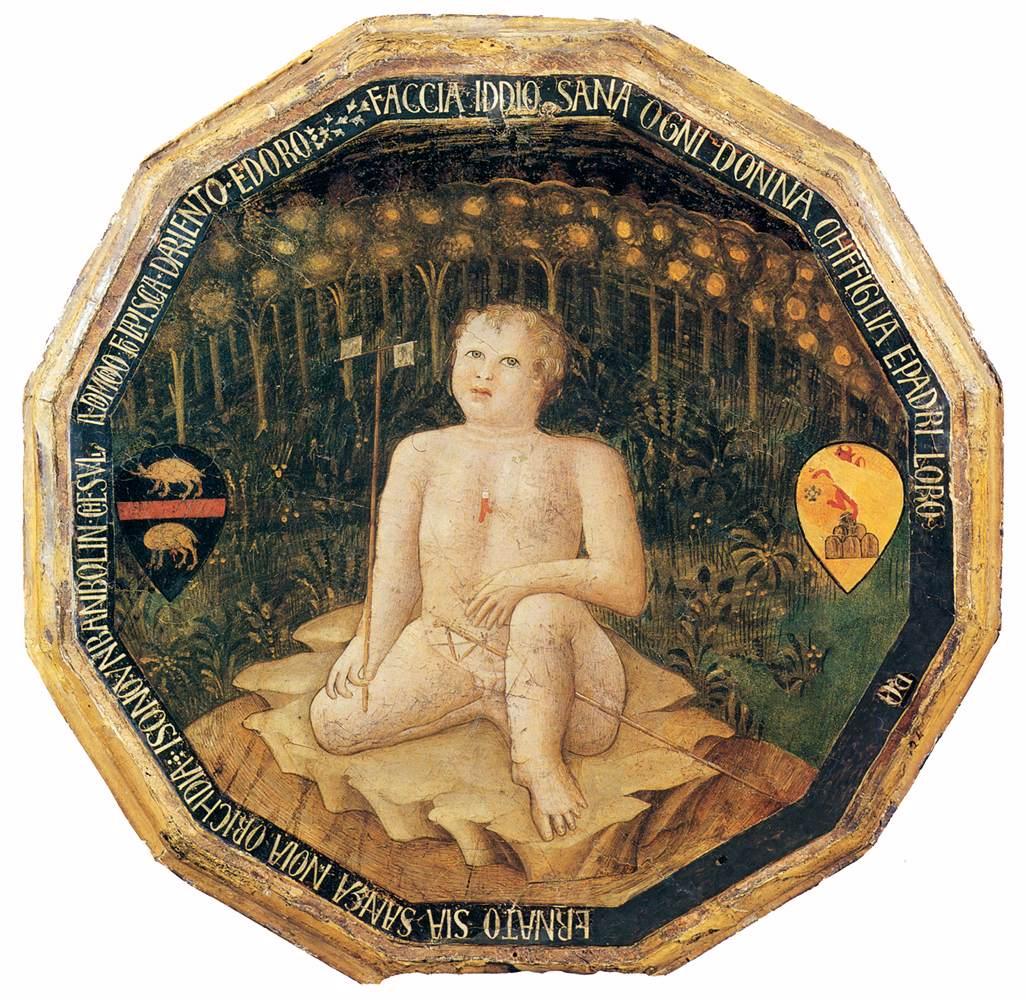
Bartolomeo di Fruosino från 1420, en typisk desco da parto med heraldik och en pojkbäbis, för att uppmuntra positiva tankar under graviditeten, och kanske även frammana ett sådant.

Viss sorts konst har skapats specifikt med gravida kvinnor i åtanke, även om denna typ av verk är mindre vanliga än konst skapad för kvinnor som vill bli gravida, det vill säga fruktbarhetsmotiv. 
Det har exempelvis spekuleras att venusfiguriner från förhistorisk tid har använts under förlossning, då kvinnan ska ha haft den i handen och kramat den. Figurinernas likartade storlek och form indikerar att detta är möjligt även om men det finns en rad andra förklaringar.
Under medeltiden och senare, var Madonna del Parto och andra bilder av den gravida jungfrun Maria ämnad för gravida kvinnor, och för anhöriga och andra berörda av graviditeten, som en artefakt att tillbedja. Målade desco da parto (ungefär "födelsebricka") var viktiga symboliska gåvor till gifta kvinnor under senmedeltiden och tidigmodern tid i Florens och Siena. Båda sidor var oftast bemålade, men med olika typer av motiv. Framsidan (eller recto) föreställde vanligtvis en sekulär scen med mycket människor, som ett motiv ur en klassisk myt eller passande allegori. Scener ur gamla testamentet eller andra kristna berättelser förekommer också, men mer sällan. Birthing scenes were popular. Undersidan, eller verso var vanligtvis enklare och med ett mindre upphöjt ämne, med färre och större gestalter, och omfattade ofta heraldik, med vapnen för parets båda familjer. Scener med en eller två nakna bäbispojkar var särskilt populära.
Under renässansen trodde man att det som en gravid kvinna såg påverkade graviditeten och fostret. Martin Luther förtäljde exempelvis den varnande berättelsen om en gravid kvinna som skrämdes av en mus och som sedan föddes en mus. Handböcker menade att man skulle ha positiva bilder i närheten av gravida kvinnor, vilket på denna tid innebar små nakna pojkar vilket representerade resultatet av en lyckad graviditet. Det var även därför som bilden av Jungfrun med barnet bland annat var ett så populärt motiv i sovrummet.

## Medicinska illustrationer

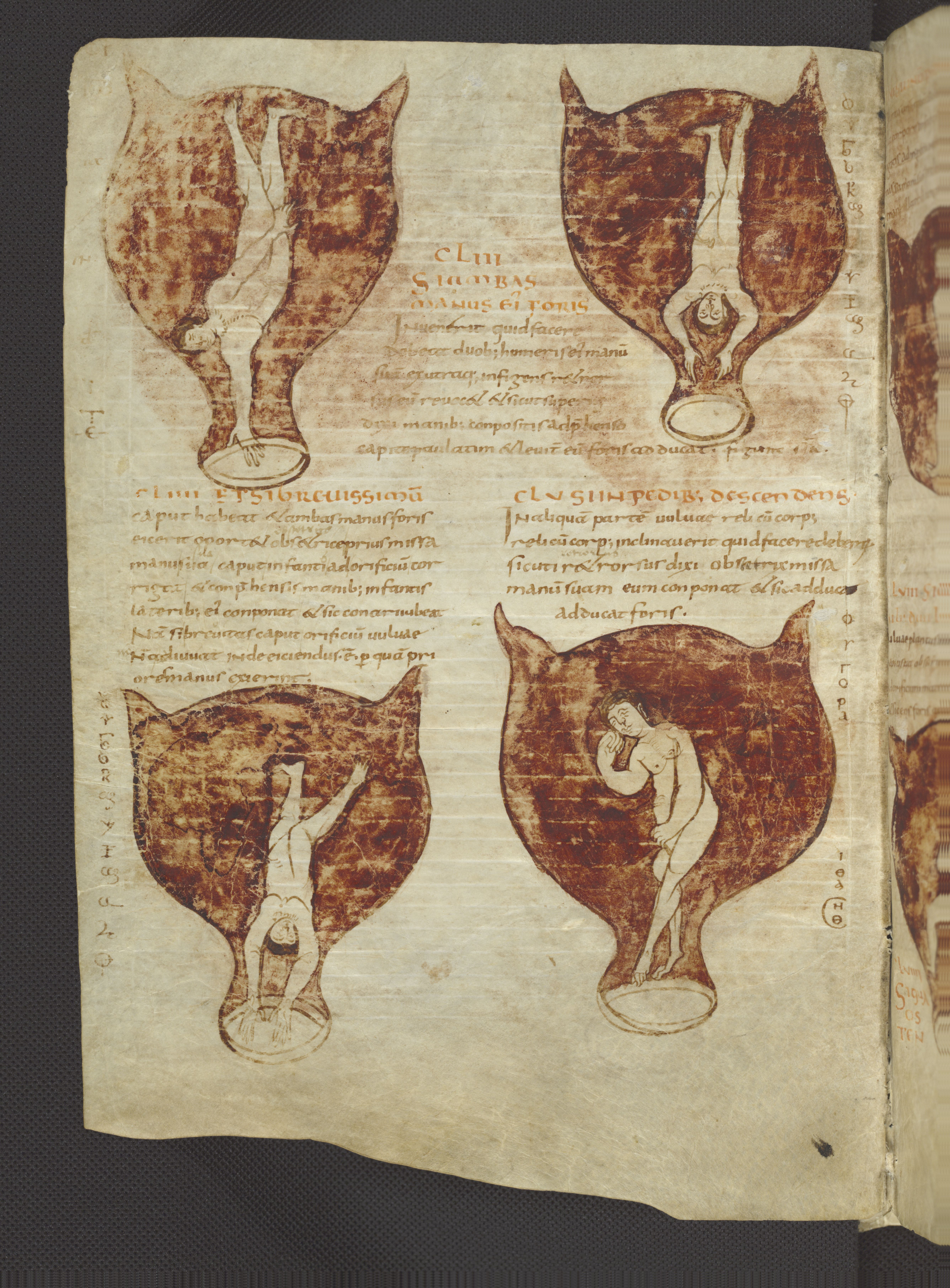
Sida ur det äldsta manuskriptet av Muscio, om förlossningsvård för barnmorskor, 9–11:e århundaret.

Till skillnad från konsthistoriens där bilder av graviditet har varit ovanliga så gäller motsatsen inom medicin, där bilder av graviditet tillhör det äldsta och vanligaste ämnet, med liknande "sprängskiss-artade" bilder som förekommer inom medeltida religiösa bilder. Fostret är oftast det som mest är i fokus, snarare än modern. De tidigaste handböckerna för barnmorskor innehöll många felaktigheter, men var ändå till hjälp för att exempelvis visa fostret position vid födseln. Dessa handböcker  baserades på avkopiering, under många generationer, av bilder från medicinska texter skrivna av antikens Soranos från Efesos och 500-talets Muscio, som förmodligen levde i Nordafrika. Liknande illustrationer med anatomiska bilder av fostrets utvecklingsstadier gjordes i Mellanöstern, Indien, Kina och Japan.

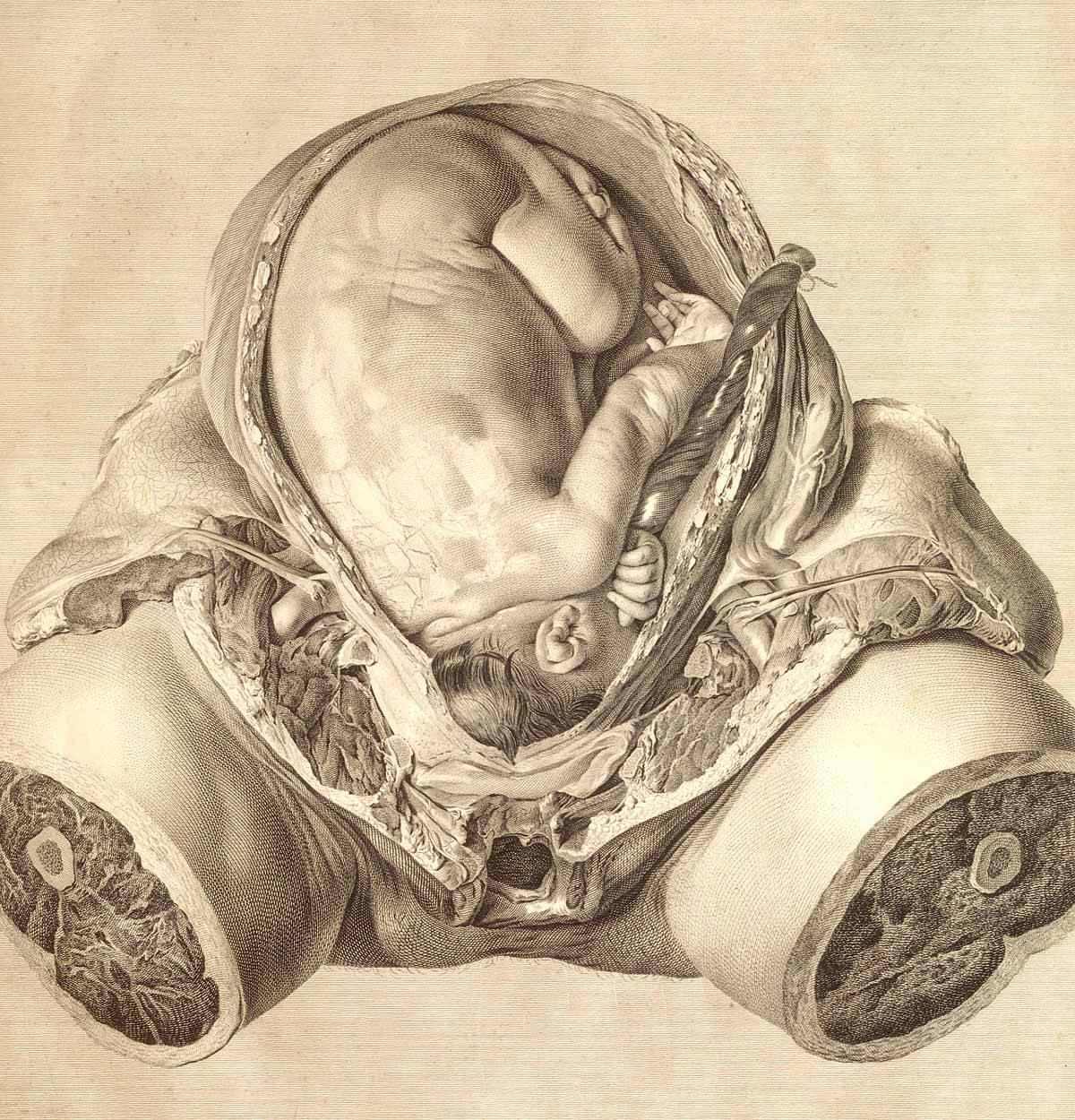
Ur: The Anatomy of the Gravid Uterus Exhibited in Figures, av William Hunter, gravyr av Jan van Riemsdyk, från 1774.

De mer korrekta illustrationerna av Leonardo da Vinci kan tillhöra några av de första i sitt slag, men det tog hundratals år för de professionella medicinska texterna att komma ikapp. Den skotska anatomisten William Hunter, Charlotte av Mecklenburg-Strelitzs läkare, var en beundrare av Leonardos teckningar. Hans eget arbete, The Anatomy of the Gravid Uterus Exhibited in Figures, publicerades 1774 och baserades uteslutande på studier av döda kroppar i sena stadier av graviditeten.
I Sverige på 1950-talet utvecklade fotografen Lennart Nilsson tekniker med endoskopi för att kunna fotografera fostrets utveckling. Arbetet påbörjades 1957. Åtta år senare hade tekniken utvecklats och gjorde det möjligt att fotografera med ett vidvinkelobjektiv som kunde placeras på endoskopet, så att inte enbart detaljer utan ett helt ansikte eller en kropp kunde ses. Merparten av fotografierna visar aborterade foster eller bilder från utomkvedshavandeskap. I oktober 1965 publicerades ett antal av Nilssons fotografier i boken Ett barn blir till som följer fostrets utveckling under nio månader.